# Lista di asteroidi (29001-30000)
Di seguito una lista di asteroidi dal numero 29001 al 30000 con data di scoperta e scopritore.

## 29001-29100
| Nome               | Designazione provvisoria | Data di scoperta  | Scopritore                                             |
| ------------------ | ------------------------ | ----------------- | ------------------------------------------------------ |
| 29001 -            | 2615 P-L                 | 24 settembre 1960 | C. J. van Houten, I. van Houten-Groeneveld, T. Gehrels |
| 29002 -            | 2708 P-L                 | 24 settembre 1960 | C. J. van Houten, I. van Houten-Groeneveld, T. Gehrels |
| 29003 -            | 2760 P-L                 | 24 settembre 1960 | C. J. van Houten, I. van Houten-Groeneveld, T. Gehrels |
| 29004 -            | 2767 P-L                 | 24 settembre 1960 | C. J. van Houten, I. van Houten-Groeneveld, T. Gehrels |
| 29005 -            | 2784 P-L                 | 24 settembre 1960 | C. J. van Houten, I. van Houten-Groeneveld, T. Gehrels |
| 29006 -            | 3091 P-L                 | 24 settembre 1960 | C. J. van Houten, I. van Houten-Groeneveld, T. Gehrels |
| 29007 -            | 4022 P-L                 | 24 settembre 1960 | C. J. van Houten, I. van Houten-Groeneveld, T. Gehrels |
| 29008 -            | 4044 P-L                 | 24 settembre 1960 | C. J. van Houten, I. van Houten-Groeneveld, T. Gehrels |
| 29009 -            | 4074 P-L                 | 24 settembre 1960 | C. J. van Houten, I. van Houten-Groeneveld, T. Gehrels |
| 29010 -            | 4100 P-L                 | 24 settembre 1960 | C. J. van Houten, I. van Houten-Groeneveld, T. Gehrels |
| 29011 -            | 4184 P-L                 | 24 settembre 1960 | C. J. van Houten, I. van Houten-Groeneveld, T. Gehrels |
| 29012 -            | 4285 P-L                 | 24 settembre 1960 | C. J. van Houten, I. van Houten-Groeneveld, T. Gehrels |
| 29013 -            | 4291 P-L                 | 24 settembre 1960 | C. J. van Houten, I. van Houten-Groeneveld, T. Gehrels |
| 29014 -            | 4536 P-L                 | 24 settembre 1960 | C. J. van Houten, I. van Houten-Groeneveld, T. Gehrels |
| 29015 -            | 4544 P-L                 | 24 settembre 1960 | C. J. van Houten, I. van Houten-Groeneveld, T. Gehrels |
| 29016 -            | 4591 P-L                 | 24 settembre 1960 | C. J. van Houten, I. van Houten-Groeneveld, T. Gehrels |
| 29017 -            | 4601 P-L                 | 24 settembre 1960 | C. J. van Houten, I. van Houten-Groeneveld, T. Gehrels |
| 29018 -            | 6062 P-L                 | 24 settembre 1960 | C. J. van Houten, I. van Houten-Groeneveld, T. Gehrels |
| 29019 -            | 6095 P-L                 | 24 settembre 1960 | C. J. van Houten, I. van Houten-Groeneveld, T. Gehrels |
| 29020 -            | 6274 P-L                 | 24 settembre 1960 | C. J. van Houten, I. van Houten-Groeneveld, T. Gehrels |
| 29021 -            | 6613 P-L                 | 24 settembre 1960 | C. J. van Houten, I. van Houten-Groeneveld, T. Gehrels |
| 29022 -            | 6630 P-L                 | 24 settembre 1960 | C. J. van Houten, I. van Houten-Groeneveld, T. Gehrels |
| 29023 -            | 6667 P-L                 | 24 settembre 1960 | C. J. van Houten, I. van Houten-Groeneveld, T. Gehrels |
| 29024 -            | 6685 P-L                 | 24 settembre 1960 | C. J. van Houten, I. van Houten-Groeneveld, T. Gehrels |
| 29025 -            | 6710 P-L                 | 24 settembre 1960 | C. J. van Houten, I. van Houten-Groeneveld, T. Gehrels |
| 29026 -            | 6774 P-L                 | 24 settembre 1960 | C. J. van Houten, I. van Houten-Groeneveld, T. Gehrels |
| 29027 -            | 7587 P-L                 | 17 ottobre 1960   | C. J. van Houten, I. van Houten-Groeneveld, T. Gehrels |
| 29028 -            | 9097 P-L                 | 17 ottobre 1960   | C. J. van Houten, I. van Houten-Groeneveld, T. Gehrels |
| 29029 -            | 9549 P-L                 | 17 ottobre 1960   | C. J. van Houten, I. van Houten-Groeneveld, T. Gehrels |
| 29030 -            | 1034 T-1                 | 25 marzo 1971     | C. J. van Houten, I. van Houten-Groeneveld, T. Gehrels |
| 29031 -            | 1132 T-1                 | 25 marzo 1971     | C. J. van Houten, I. van Houten-Groeneveld, T. Gehrels |
| 29032 -            | 2059 T-1                 | 25 marzo 1971     | C. J. van Houten, I. van Houten-Groeneveld, T. Gehrels |
| 29033 -            | 2085 T-1                 | 25 marzo 1971     | C. J. van Houten, I. van Houten-Groeneveld, T. Gehrels |
| 29034 -            | 2149 T-1                 | 25 marzo 1971     | C. J. van Houten, I. van Houten-Groeneveld, T. Gehrels |
| 29035 -            | 2214 T-1                 | 25 marzo 1971     | C. J. van Houten, I. van Houten-Groeneveld, T. Gehrels |
| 29036 -            | 3075 T-1                 | 26 marzo 1971     | C. J. van Houten, I. van Houten-Groeneveld, T. Gehrels |
| 29037 -            | 3165 T-1                 | 26 marzo 1971     | C. J. van Houten, I. van Houten-Groeneveld, T. Gehrels |
| 29038 -            | 4030 T-1                 | 26 marzo 1971     | C. J. van Houten, I. van Houten-Groeneveld, T. Gehrels |
| 29039 -            | 4514 T-1                 | 13 maggio 1971    | C. J. van Houten, I. van Houten-Groeneveld, T. Gehrels |
| 29040 -            | 1002 T-2                 | 29 settembre 1973 | C. J. van Houten, I. van Houten-Groeneveld, T. Gehrels |
| 29041 -            | 1050 T-2                 | 29 settembre 1973 | C. J. van Houten, I. van Houten-Groeneveld, T. Gehrels |
| 29042 -            | 1426 T-2                 | 29 settembre 1973 | C. J. van Houten, I. van Houten-Groeneveld, T. Gehrels |
| 29043 -            | 2024 T-2                 | 29 settembre 1973 | C. J. van Houten, I. van Houten-Groeneveld, T. Gehrels |
| 29044 -            | 2154 T-2                 | 29 settembre 1973 | C. J. van Houten, I. van Houten-Groeneveld, T. Gehrels |
| 29045 -            | 2255 T-2                 | 29 settembre 1973 | C. J. van Houten, I. van Houten-Groeneveld, T. Gehrels |
| 29046 -            | 2268 T-2                 | 29 settembre 1973 | C. J. van Houten, I. van Houten-Groeneveld, T. Gehrels |
| 29047 -            | 2278 T-2                 | 29 settembre 1973 | C. J. van Houten, I. van Houten-Groeneveld, T. Gehrels |
| 29048 -            | 3069 T-2                 | 30 settembre 1973 | C. J. van Houten, I. van Houten-Groeneveld, T. Gehrels |
| 29049 -            | 3083 T-2                 | 30 settembre 1973 | C. J. van Houten, I. van Houten-Groeneveld, T. Gehrels |
| 29050 -            | 3333 T-2                 | 25 settembre 1973 | C. J. van Houten, I. van Houten-Groeneveld, T. Gehrels |
| 29051 -            | 4212 T-2                 | 29 settembre 1973 | C. J. van Houten, I. van Houten-Groeneveld, T. Gehrels |
| 29052 -            | 4258 T-2                 | 29 settembre 1973 | C. J. van Houten, I. van Houten-Groeneveld, T. Gehrels |
| 29053 Muskau       | 4466 T-2                 | 30 settembre 1973 | C. J. van Houten, I. van Houten-Groeneveld, T. Gehrels |
| 29054 -            | 5097 T-2                 | 25 settembre 1973 | C. J. van Houten, I. van Houten-Groeneveld, T. Gehrels |
| 29055 -            | 5118 T-2                 | 25 settembre 1973 | C. J. van Houten, I. van Houten-Groeneveld, T. Gehrels |
| 29056 -            | 1055 T-3                 | 17 ottobre 1977   | C. J. van Houten, I. van Houten-Groeneveld, T. Gehrels |
| 29057 -            | 1083 T-3                 | 17 ottobre 1977   | C. J. van Houten, I. van Houten-Groeneveld, T. Gehrels |
| 29058 -            | 2077 T-3                 | 16 ottobre 1977   | C. J. van Houten, I. van Houten-Groeneveld, T. Gehrels |
| 29059 -            | 2151 T-3                 | 16 ottobre 1977   | C. J. van Houten, I. van Houten-Groeneveld, T. Gehrels |
| 29060 -            | 2157 T-3                 | 16 ottobre 1977   | C. J. van Houten, I. van Houten-Groeneveld, T. Gehrels |
| 29061 -            | 2193 T-3                 | 16 ottobre 1977   | C. J. van Houten, I. van Houten-Groeneveld, T. Gehrels |
| 29062 -            | 2324 T-3                 | 16 ottobre 1977   | C. J. van Houten, I. van Houten-Groeneveld, T. Gehrels |
| 29063 -            | 2369 T-3                 | 16 ottobre 1977   | C. J. van Houten, I. van Houten-Groeneveld, T. Gehrels |
| 29064 -            | 3129 T-3                 | 16 ottobre 1977   | C. J. van Houten, I. van Houten-Groeneveld, T. Gehrels |
| 29065 -            | 3447 T-3                 | 16 ottobre 1977   | C. J. van Houten, I. van Houten-Groeneveld, T. Gehrels |
| 29066 -            | 3527 T-3                 | 16 ottobre 1977   | C. J. van Houten, I. van Houten-Groeneveld, T. Gehrels |
| 29067 -            | 3856 T-3                 | 16 ottobre 1977   | C. J. van Houten, I. van Houten-Groeneveld, T. Gehrels |
| 29068 -            | 4234 T-3                 | 16 ottobre 1977   | C. J. van Houten, I. van Houten-Groeneveld, T. Gehrels |
| 29069 -            | 4310 T-3                 | 16 ottobre 1977   | C. J. van Houten, I. van Houten-Groeneveld, T. Gehrels |
| 29070 -            | 4316 T-3                 | 16 ottobre 1977   | C. J. van Houten, I. van Houten-Groeneveld, T. Gehrels |
| 29071 -            | 5048 T-3                 | 16 ottobre 1977   | C. J. van Houten, I. van Houten-Groeneveld, T. Gehrels |
| 29072 -            | 5089 T-3                 | 16 ottobre 1977   | C. J. van Houten, I. van Houten-Groeneveld, T. Gehrels |
| 29073 -            | 5130 T-3                 | 16 ottobre 1977   | C. J. van Houten, I. van Houten-Groeneveld, T. Gehrels |
| 29074 -            | 5160 T-3                 | 16 ottobre 1977   | C. J. van Houten, I. van Houten-Groeneveld, T. Gehrels |
| (29075) 1950 DA    | 1950 DA                  | 22 febbraio 1950  | C. A. Wirtanen                                         |
| 29076 -            | 1972 TR8                 | 4 ottobre 1972    | L. Kohoutek                                            |
| 29077 -            | 1975 SR                  | 30 settembre 1975 | S. J. Bus                                              |
| 29078 -            | 1975 SX1                 | 30 settembre 1975 | S. J. Bus                                              |
| 29079 -            | 1975 XD                  | 1 dicembre 1975   | C. Torres, S. Barros                                   |
| 29080 Astrocourier | 1978 RK                  | 1 settembre 1978  | N. S. Chernykh                                         |
| 29081 Krymradio    | 1978 SC5                 | 27 settembre 1978 | L. I. Chernykh                                         |
| 29082 -            | 1978 VG9                 | 7 novembre 1978   | E. F. Helin, S. J. Bus                                 |
| 29083 -            | 1979 MG3                 | 25 giugno 1979    | E. F. Helin, S. J. Bus                                 |
| 29084 -            | 1979 MD7                 | 25 giugno 1979    | E. F. Helin, S. J. Bus                                 |
| 29085 Sethanne     | 1979 SD                  | 17 settembre 1979 | Harvard Observatory                                    |
| 29086 -            | 1980 PY2                 | 4 agosto 1980     | Royal Observatory Edinburgh                            |
| 29087 -            | 1980 VW2                 | 1 novembre 1980   | S. J. Bus                                              |
| 29088 -            | 1981 DR2                 | 28 febbraio 1981  | S. J. Bus                                              |
| 29089 -            | 1981 DD3                 | 28 febbraio 1981  | S. J. Bus                                              |
| 29090 -            | 1981 EY3                 | 2 marzo 1981      | S. J. Bus                                              |
| 29091 -            | 1981 EF8                 | 1 marzo 1981      | S. J. Bus                                              |
| 29092 -            | 1981 EL10                | 1 marzo 1981      | S. J. Bus                                              |
| 29093 -            | 1981 EQ10                | 1 marzo 1981      | S. J. Bus                                              |
| 29094 -            | 1981 ED11                | 1 marzo 1981      | S. J. Bus                                              |
| 29095 -            | 1981 EK11                | 7 marzo 1981      | S. J. Bus                                              |
| 29096 -            | 1981 EW11                | 7 marzo 1981      | S. J. Bus                                              |
| 29097 -            | 1981 EC12                | 1 marzo 1981      | S. J. Bus                                              |
| 29098 -            | 1981 EN16                | 6 marzo 1981      | S. J. Bus                                              |
| 29099 -            | 1981 EQ16                | 6 marzo 1981      | S. J. Bus                                              |
| 29100 -            | 1981 EE18                | 2 marzo 1981      | S. J. Bus                                              |

## 29101-29200
| Nome               | Designazione provvisoria | Data di scoperta  | Scopritore                       |
| ------------------ | ------------------------ | ----------------- | -------------------------------- |
| 29101 -            | 1981 EZ20                | 2 marzo 1981      | S. J. Bus                        |
| 29102 -            | 1981 EA22                | 2 marzo 1981      | S. J. Bus                        |
| 29103 -            | 1981 EC22                | 2 marzo 1981      | S. J. Bus                        |
| 29104 -            | 1981 EO22                | 2 marzo 1981      | S. J. Bus                        |
| 29105 -            | 1981 EY22                | 2 marzo 1981      | S. J. Bus                        |
| 29106 -            | 1981 EL25                | 2 marzo 1981      | S. J. Bus                        |
| 29107 -            | 1981 EO25                | 2 marzo 1981      | S. J. Bus                        |
| 29108 -            | 1981 EG26                | 2 marzo 1981      | S. J. Bus                        |
| 29109 -            | 1981 EO28                | 6 marzo 1981      | S. J. Bus                        |
| 29110 -            | 1981 ET29                | 1 marzo 1981      | S. J. Bus                        |
| 29111 -            | 1981 EC33                | 1 marzo 1981      | S. J. Bus                        |
| 29112 -            | 1981 EZ33                | 1 marzo 1981      | S. J. Bus                        |
| 29113 -            | 1981 EA34                | 1 marzo 1981      | S. J. Bus                        |
| 29114 -            | 1981 EB34                | 1 marzo 1981      | S. J. Bus                        |
| 29115 -            | 1981 EW38                | 1 marzo 1981      | S. J. Bus                        |
| 29116 -            | 1981 ED40                | 2 marzo 1981      | S. J. Bus                        |
| 29117 -            | 1981 EK40                | 2 marzo 1981      | S. J. Bus                        |
| 29118 -            | 1981 EQ43                | 3 marzo 1981      | S. J. Bus                        |
| 29119 -            | 1981 EW45                | 1 marzo 1981      | S. J. Bus                        |
| 29120 -            | 1981 EY45                | 1 marzo 1981      | S. J. Bus                        |
| 29121 -            | 1981 QP2                 | 23 agosto 1981    | H. Debehogne                     |
| 29122 Vasadze      | 1982 YR1                 | 24 dicembre 1982  | L. G. Karachkina                 |
| 29123 -            | 1983 RA4                 | 2 settembre 1983  | N. G. Thomas                     |
| 29124 -            | 1984 SW6                 | 28 settembre 1984 | H. Debehogne                     |
| 29125 Kyivphysfak  | 1984 YL1                 | 17 dicembre 1984  | L. G. Karachkina                 |
| 29126 -            | 1985 CU1                 | 11 febbraio 1985  | H. Debehogne                     |
| 29127 Karnath      | 1985 FF2                 | 24 marzo 1985     | B. A. Skiff                      |
| 29128 -            | 1985 RA1                 | 13 settembre 1985 | Spacewatch                       |
| 29129 -            | 1985 RG3                 | 6 settembre 1985  | H. Debehogne                     |
| 29130 -            | 1986 EA5                 | 9 marzo 1986      | C.-I. Lagerkvist                 |
| 29131 -            | 1986 QU1                 | 27 agosto 1986    | H. Debehogne                     |
| 29132 Bradpitt     | 1987 BP1                 | 22 gennaio 1987   | E. W. Elst                       |
| 29133 Vargas       | 1987 KH5                 | 29 maggio 1987    | C. S. Shoemaker, E. M. Shoemaker |
| 29134 -            | 1987 RW                  | 12 settembre 1987 | H. Debehogne                     |
| 29135 -            | 1987 SZ2                 | 21 settembre 1987 | E. W. Elst                       |
| 29136 -            | 1987 SQ4                 | 25 settembre 1987 | P. Jensen                        |
| 29137 Alanboss     | 1987 UY1                 | 18 ottobre 1987   | C. S. Shoemaker, E. M. Shoemaker |
| 29138 -            | 1988 BE4                 | 20 gennaio 1988   | H. Debehogne                     |
| 29139 -            | 1988 CP                  | 15 febbraio 1988  | S. Ueda, H. Kaneda               |
| 29140 -            | 1988 CG4                 | 13 febbraio 1988  | E. W. Elst                       |
| 29141 -            | 1988 CZ4                 | 13 febbraio 1988  | E. W. Elst                       |
| 29142 -            | 1988 CR7                 | 15 febbraio 1988  | E. W. Elst                       |
| 29143 -            | 1988 DK                  | 22 febbraio 1988  | R. H. McNaught                   |
| 29144 Taitokufuji  | 1988 FB                  | 16 marzo 1988     | M. Matsuyama, K. Watanabe        |
| 29145 -            | 1988 FE                  | 16 marzo 1988     | S. Ueda, H. Kaneda               |
| 29146 McHone       | 1988 FN                  | 17 marzo 1988     | C. S. Shoemaker                  |
| 29147 -            | 1988 GG                  | 11 aprile 1988    | S. Ueda, H. Kaneda               |
| 29148 Palzer       | 1988 JE                  | 10 maggio 1988    | W. Landgraf                      |
| 29149 -            | 1988 RE1                 | 9 settembre 1988  | P. Jensen                        |
| 29150 -            | 1988 RM5                 | 2 settembre 1988  | H. Debehogne                     |
| 29151 -            | 1988 RE11                | 14 settembre 1988 | S. J. Bus                        |
| 29152 -            | 1988 RA13                | 14 settembre 1988 | S. J. Bus                        |
| 29153 -            | 1988 SY2                 | 16 settembre 1988 | S. J. Bus                        |
| 29154 -            | 1988 VC1                 | 3 novembre 1988   | P. Jensen                        |
| 29155 -            | 1988 XE                  | 2 dicembre 1988   | S. Ueda, H. Kaneda               |
| 29156 -            | 1989 CH                  | 3 febbraio 1989   | S. Ueda, H. Kaneda               |
| 29157 Higashinihon | 1989 ET1                 | 11 marzo 1989     | T. Seki                          |
| 29158 -            | 1989 EE3                 | 2 marzo 1989      | E. W. Elst                       |
| 29159 Asakawa      | 1989 GB                  | 2 aprile 1989     | T. Fujii, K. Watanabe            |
| 29160 São Paulo    | 1989 SP1                 | 26 settembre 1989 | E. W. Elst                       |
| 29161 -            | 1989 SF2                 | 26 settembre 1989 | E. W. Elst                       |
| 29162 -            | 1989 SD4                 | 26 settembre 1989 | E. W. Elst                       |
| 29163 -            | 1989 SF14                | 26 settembre 1989 | J. M. Baur, K. Birkle            |
| 29164 -            | 1989 UA                  | 20 ottobre 1989   | Y. Mizuno, T. Furuta             |
| 29165 -            | 1989 UK1                 | 26 ottobre 1989   | S. Ueda, H. Kaneda               |
| 29166 -            | 1989 VP1                 | 3 novembre 1989   | E. W. Elst                       |
| 29167 Masataka     | 1989 WC2                 | 29 novembre 1989  | K. Endate, K. Watanabe           |
| 29168 -            | 1990 KJ                  | 20 maggio 1990    | E. F. Helin                      |
| 29169 -            | 1990 OC1                 | 22 luglio 1990    | E. F. Helin                      |
| 29170 -            | 1990 OA3                 | 27 luglio 1990    | H. E. Holt                       |
| 29171 -            | 1990 QK3                 | 28 agosto 1990    | H. E. Holt                       |
| 29172 -            | 1990 QL4                 | 23 agosto 1990    | H. E. Holt                       |
| 29173 -            | 1990 QW4                 | 24 agosto 1990    | H. E. Holt                       |
| 29174 -            | 1990 QJ6                 | 20 agosto 1990    | E. W. Elst                       |
| 29175 -            | 1990 QP6                 | 20 agosto 1990    | E. W. Elst                       |
| 29176 -            | 1990 QJ10                | 16 agosto 1990    | E. W. Elst                       |
| 29177 -            | 1990 RF7                 | 13 settembre 1990 | H. Debehogne                     |
| 29178 -            | 1990 RW8                 | 13 settembre 1990 | H. E. Holt                       |
| 29179 -            | 1990 RT13                | 14 settembre 1990 | E. W. Elst                       |
| 29180 -            | 1990 SW1                 | 22 settembre 1990 | B. Roman                         |
| 29181 -            | 1990 SE6                 | 22 settembre 1990 | E. W. Elst                       |
| 29182 -            | 1990 ST6                 | 22 settembre 1990 | E. W. Elst                       |
| 29183 -            | 1990 SQ7                 | 22 settembre 1990 | E. W. Elst                       |
| 29184 -            | 1990 SL10                | 17 settembre 1990 | C. M. Olmstead                   |
| 29185 Reich        | 1990 TG8                 | 13 ottobre 1990   | F. Börngen, L. D. Schmadel       |
| 29186 Lake Tekapo  | 1990 UD2                 | 26 ottobre 1990   | T. Seki                          |
| 29187 Le Monnier   | 1990 US3                 | 16 ottobre 1990   | E. W. Elst                       |
| 29188 -            | 1990 UW3                 | 16 ottobre 1990   | E. W. Elst                       |
| 29189 Udinsk       | 1990 UY3                 | 16 ottobre 1990   | E. W. Elst                       |
| 29190 -            | 1990 UZ4                 | 16 ottobre 1990   | E. W. Elst                       |
| 29191 -            | 1990 UQ5                 | 16 ottobre 1990   | E. W. Elst                       |
| 29192 -            | 1990 VK2                 | 11 novembre 1990  | T. Urata                         |
| 29193 Dolphyn      | 1990 WD1                 | 18 novembre 1990  | E. W. Elst                       |
| 29194 -            | 1990 WJ4                 | 16 novembre 1990  | E. W. Elst                       |
| 29195 -            | 1990 WF5                 | 16 novembre 1990  | E. W. Elst                       |
| 29196 Dius         | 1990 YY                  | 19 dicembre 1990  | R. P. Binzel                     |
| 29197 Gleim        | 1991 AQ2                 | 15 gennaio 1991   | F. Börngen                       |
| 29198 Weathers     | 1991 DW                  | 18 febbraio 1991  | E. F. Helin                      |
| 29199 Himeji       | 1991 FZ                  | 17 marzo 1991     | T. Seki                          |
| 29200 -            | 1991 FX2                 | 20 marzo 1991     | H. Debehogne                     |

## 29201-29300
| Nome                 | Designazione provvisoria | Data di scoperta  | Scopritore                  |
| -------------------- | ------------------------ | ----------------- | --------------------------- |
| 29201 -              | 1991 GO4                 | 8 aprile 1991     | E. W. Elst                  |
| 29202 -              | 1991 GH8                 | 8 aprile 1991     | E. W. Elst                  |
| 29203 Schnitger      | 1991 GS10                | 9 aprile 1991     | F. Börngen                  |
| 29204 Ladegast       | 1991 GB11                | 11 aprile 1991    | F. Börngen                  |
| 29205 -              | 1991 NM6                 | 11 luglio 1991    | H. Debehogne                |
| 29206 -              | 1991 PX10                | 7 agosto 1991     | H. E. Holt                  |
| 29207 -              | 1991 RG2                 | 6 settembre 1991  | E. W. Elst                  |
| 29208 Halorentz      | 1991 RT2                 | 9 settembre 1991  | F. Börngen, L. D. Schmadel  |
| 29209 -              | 1991 RV7                 | 12 settembre 1991 | H. E. Holt                  |
| 29210 Robertbrown    | 1991 RB12                | 4 settembre 1991  | E. W. Elst                  |
| 29211 -              | 1991 RY15                | 15 settembre 1991 | H. E. Holt                  |
| 29212 Zeeman         | 1991 RA41                | 10 settembre 1991 | F. Börngen                  |
| 29213 -              | 1991 SJ                  | 29 settembre 1991 | R. H. McNaught              |
| 29214 Apitzsch       | 1991 TL6                 | 2 ottobre 1991    | F. Börngen, L. D. Schmadel  |
| 29215 -              | 1991 UE                  | 18 ottobre 1991   | S. Ueda, H. Kaneda          |
| 29216 -              | 1991 VX5                 | 2 novembre 1991   | E. W. Elst                  |
| 29217 -              | 1991 VV12                | 4 novembre 1991   | S. Ueda, H. Kaneda          |
| 29218 -              | 1992 AY                  | 4 gennaio 1992    | T. Hioki, S. Hayakawa       |
| 29219 -              | 1992 BJ                  | 24 gennaio 1992   | S. Ueda, H. Kaneda          |
| 29220 Xavierbaptista | 1992 BC2                 | 30 gennaio 1992   | E. W. Elst                  |
| 29221 -              | 1992 BW3                 | 28 gennaio 1992   | Spacewatch                  |
| 29222 -              | 1992 BU4                 | 29 gennaio 1992   | Spacewatch                  |
| 29223 -              | 1992 DW2                 | 23 febbraio 1992  | Spacewatch                  |
| 29224 -              | 1992 DD7                 | 29 febbraio 1992  | UESAC                       |
| 29225 -              | 1992 DW7                 | 29 febbraio 1992  | UESAC                       |
| 29226 -              | 1992 DH8                 | 29 febbraio 1992  | UESAC                       |
| 29227 Wegener        | 1992 DY13                | 29 febbraio 1992  | F. Börngen                  |
| 29228 -              | 1992 EC                  | 2 marzo 1992      | S. Ueda, H. Kaneda          |
| 29229 -              | 1992 EE1                 | 10 marzo 1992     | A. Sugie                    |
| 29230 -              | 1992 ED4                 | 1 marzo 1992      | UESAC                       |
| 29231 -              | 1992 EG4                 | 1 marzo 1992      | UESAC                       |
| 29232 -              | 1992 EH4                 | 1 marzo 1992      | UESAC                       |
| 29233 -              | 1992 EP6                 | 1 marzo 1992      | UESAC                       |
| 29234 -              | 1992 EC7                 | 1 marzo 1992      | UESAC                       |
| 29235 -              | 1992 EU13                | 2 marzo 1992      | UESAC                       |
| 29236 -              | 1992 EB14                | 2 marzo 1992      | UESAC                       |
| 29237 -              | 1992 EG14                | 2 marzo 1992      | UESAC                       |
| 29238 -              | 1992 EE17                | 1 marzo 1992      | UESAC                       |
| 29239 -              | 1992 EJ17                | 2 marzo 1992      | UESAC                       |
| 29240 -              | 1992 GE3                 | 4 aprile 1992     | E. W. Elst                  |
| 29241 -              | 1992 GA5                 | 4 aprile 1992     | E. W. Elst                  |
| 29242 -              | 1992 HB4                 | 23 aprile 1992    | E. W. Elst                  |
| 29243 -              | 1992 JC1                 | 3 maggio 1992     | Spacewatch                  |
| 29244 Van Damme      | 1992 OV1                 | 26 luglio 1992    | E. W. Elst                  |
| 29245 -              | 1992 PZ                  | 8 agosto 1992     | E. W. Elst                  |
| 29246 Clausius       | 1992 RV                  | 2 settembre 1992  | F. Börngen, L. D. Schmadel  |
| 29247 -              | 1992 RC4                 | 2 settembre 1992  | E. W. Elst                  |
| 29248 -              | 1992 SB10                | 27 settembre 1992 | Spacewatch                  |
| 29249 Hiraizumi      | 1992 SN12                | 26 settembre 1992 | T. Seki                     |
| 29250 Helmutmoritz   | 1992 SO17                | 24 settembre 1992 | F. Börngen, L. D. Schmadel  |
| 29251 Hosokawa       | 1992 UH4                 | 26 ottobre 1992   | K. Endate, K. Watanabe      |
| 29252 Konjikido      | 1993 BY2                 | 25 gennaio 1993   | T. Seki                     |
| 29253 -              | 1993 DN                  | 21 febbraio 1993  | S. Ueda, H. Kaneda          |
| 29254 -              | 1993 FR1                 | 25 marzo 1993     | S. Ueda, H. Kaneda          |
| 29255 -              | 1993 FF4                 | 17 marzo 1993     | UESAC                       |
| 29256 -              | 1993 FC7                 | 17 marzo 1993     | UESAC                       |
| 29257 -              | 1993 FK10                | 17 marzo 1993     | UESAC                       |
| 29258 -              | 1993 FX11                | 17 marzo 1993     | UESAC                       |
| 29259 -              | 1993 FZ11                | 17 marzo 1993     | UESAC                       |
| 29260 -              | 1993 FG12                | 17 marzo 1993     | UESAC                       |
| 29261 -              | 1993 FS13                | 17 marzo 1993     | UESAC                       |
| 29262 -              | 1993 FP14                | 17 marzo 1993     | UESAC                       |
| 29263 -              | 1993 FY14                | 17 marzo 1993     | UESAC                       |
| 29264 -              | 1993 FR17                | 17 marzo 1993     | UESAC                       |
| 29265 -              | 1993 FV18                | 17 marzo 1993     | UESAC                       |
| 29266 -              | 1993 FA20                | 17 marzo 1993     | UESAC                       |
| 29267 -              | 1993 FD22                | 21 marzo 1993     | UESAC                       |
| 29268 -              | 1993 FY22                | 21 marzo 1993     | UESAC                       |
| 29269 -              | 1993 FD25                | 21 marzo 1993     | UESAC                       |
| 29270 -              | 1993 FF28                | 21 marzo 1993     | UESAC                       |
| 29271 -              | 1993 FF31                | 19 marzo 1993     | UESAC                       |
| 29272 -              | 1993 FO31                | 19 marzo 1993     | UESAC                       |
| 29273 -              | 1993 FO32                | 21 marzo 1993     | UESAC                       |
| 29274 -              | 1993 FK33                | 19 marzo 1993     | UESAC                       |
| 29275 -              | 1993 FM33                | 19 marzo 1993     | UESAC                       |
| 29276 -              | 1993 FO33                | 19 marzo 1993     | UESAC                       |
| 29277 -              | 1993 FB34                | 19 marzo 1993     | UESAC                       |
| 29278 -              | 1993 FN34                | 17 marzo 1993     | UESAC                       |
| 29279 -              | 1993 FC35                | 19 marzo 1993     | UESAC                       |
| 29280 -              | 1993 FD36                | 19 marzo 1993     | UESAC                       |
| 29281 -              | 1993 FJ38                | 19 marzo 1993     | UESAC                       |
| 29282 -              | 1993 FM39                | 19 marzo 1993     | UESAC                       |
| 29283 -              | 1993 FD40                | 19 marzo 1993     | UESAC                       |
| 29284 -              | 1993 FL41                | 19 marzo 1993     | UESAC                       |
| 29285 -              | 1993 FD42                | 19 marzo 1993     | UESAC                       |
| 29286 -              | 1993 FA45                | 19 marzo 1993     | UESAC                       |
| 29287 -              | 1993 FD49                | 19 marzo 1993     | UESAC                       |
| 29288 -              | 1993 FJ51                | 19 marzo 1993     | UESAC                       |
| 29289 -              | 1993 FM62                | 19 marzo 1993     | UESAC                       |
| 29290 -              | 1993 FF84                | 24 marzo 1993     | UESAC                       |
| 29291 -              | 1993 JX                  | 14 maggio 1993    | E. W. Elst                  |
| 29292 Conniewalker   | 1993 KZ1                 | 24 maggio 1993    | C. S. Shoemaker, D. H. Levy |
| 29293 -              | 1993 OG9                 | 20 luglio 1993    | E. W. Elst                  |
| 29294 -              | 1993 OH9                 | 20 luglio 1993    | E. W. Elst                  |
| 29295 -              | 1993 OC13                | 19 luglio 1993    | E. W. Elst                  |
| 29296 -              | 1993 PY5                 | 15 agosto 1993    | E. W. Elst                  |
| 29297 -              | 1993 RU7                 | 15 settembre 1993 | E. W. Elst                  |
| 29298 Cruls          | 1993 SA14                | 16 settembre 1993 | H. Debehogne, E. W. Elst    |
| 29299 Kazama         | 1993 TW1                 | 15 ottobre 1993   | K. Endate, K. Watanabe      |
| 29300 -              | 1993 TD25                | 9 ottobre 1993    | E. W. Elst                  |

## 29301-29400
| Nome                 | Designazione provvisoria | Data di scoperta  | Scopritore                           |
| -------------------- | ------------------------ | ----------------- | ------------------------------------ |
| 29301 -              | 1993 TQ31                | 9 ottobre 1993    | E. W. Elst                           |
| 29302 -              | 1993 TY34                | 9 ottobre 1993    | E. W. Elst                           |
| 29303 -              | 1993 TO36                | 11 ottobre 1993   | H. E. Holt                           |
| 29304 -              | 1993 TF37                | 9 ottobre 1993    | E. W. Elst                           |
| 29305 -              | 1993 TJ38                | 9 ottobre 1993    | E. W. Elst                           |
| 29306 -              | 1993 TK38                | 9 ottobre 1993    | E. W. Elst                           |
| 29307 Torbernbergman | 1993 TB39                | 9 ottobre 1993    | E. W. Elst                           |
| 29308 -              | 1993 UF1                 | 20 ottobre 1993   | E. F. Helin                          |
| 29309 -              | 1993 VF1                 | 15 novembre 1993  | A. Sugie                             |
| 29310 -              | 1993 VA5                 | 15 novembre 1993  | S. Otomo                             |
| 29311 Lesire         | 1994 BQ3                 | 16 gennaio 1994   | E. W. Elst, C. Pollas                |
| 29312 -              | 1994 BL4                 | 21 gennaio 1994   | H. Shiozawa, T. Urata                |
| 29313 -              | 1994 CR                  | 4 febbraio 1994   | S. Ueda, H. Kaneda                   |
| 29314 Eurydamas      | 1994 CR18                | 8 febbraio 1994   | E. W. Elst                           |
| 29315 -              | 1994 EV5                 | 9 marzo 1994      | E. W. Elst                           |
| 29316 -              | 1994 LY1                 | 7 giugno 1994     | Spacewatch                           |
| 29317 -              | 1994 PR9                 | 10 agosto 1994    | E. W. Elst                           |
| 29318 -              | 1994 PH14                | 10 agosto 1994    | E. W. Elst                           |
| 29319 -              | 1994 PS14                | 10 agosto 1994    | E. W. Elst                           |
| 29320 -              | 1994 PW14                | 10 agosto 1994    | E. W. Elst                           |
| 29321 -              | 1994 PL16                | 10 agosto 1994    | E. W. Elst                           |
| 29322 -              | 1994 PS16                | 10 agosto 1994    | E. W. Elst                           |
| 29323 -              | 1994 PN19                | 12 agosto 1994    | E. W. Elst                           |
| 29324 -              | 1994 PM31                | 12 agosto 1994    | E. W. Elst                           |
| 29325 -              | 1994 PN39                | 10 agosto 1994    | E. W. Elst                           |
| 29326 -              | 1994 RK3                 | 2 settembre 1994  | Spacewatch                           |
| 29327 -              | 1994 SV9                 | 28 settembre 1994 | Spacewatch                           |
| 29328 Hanshintigers  | 1994 TU14                | 13 ottobre 1994   | Kiso                                 |
| 29329 Knobelsdorff   | 1994 TN16                | 5 ottobre 1994    | F. Börngen                           |
| 29330 -              | 1994 UK                  | 31 ottobre 1994   | T. Kobayashi                         |
| 29331 -              | 1994 UC8                 | 28 ottobre 1994   | Spacewatch                           |
| 29332 -              | 1994 VE                  | 1 novembre 1994   | T. Kobayashi                         |
| 29333 -              | 1994 VE2                 | 8 novembre 1994   | T. Kobayashi                         |
| 29334 -              | 1994 XJ                  | 3 dicembre 1994   | T. Kobayashi                         |
| 29335 -              | 1994 XL                  | 3 dicembre 1994   | T. Kobayashi                         |
| 29336 -              | 1994 YT1                 | 31 dicembre 1994  | T. Kobayashi                         |
| 29337 Hakurojo       | 1995 AE1                 | 6 gennaio 1995    | T. Seki                              |
| 29338 -              | 1995 AV2                 | 2 gennaio 1995    | S. Ueda, H. Kaneda                   |
| 29339 -              | 1995 BA                  | 19 gennaio 1995   | T. Kobayashi                         |
| 29340 -              | 1995 BF                  | 23 gennaio 1995   | T. Kobayashi                         |
| 29341 -              | 1995 BC1                 | 25 gennaio 1995   | T. Kobayashi                         |
| 29342 -              | 1995 CF1                 | 3 febbraio 1995   | M. Hirasawa, S. Suzuki               |
| 29343 -              | 1995 CK10                | 1 febbraio 1995   | Y. Shimizu, T. Urata                 |
| 29344 -              | 1995 DX                  | 20 febbraio 1995  | T. Kobayashi                         |
| 29345 Ivandanilov    | 1995 DS1                 | 22 febbraio 1995  | T. V. Kryachko                       |
| 29346 Mariadina      | 1995 DB13                | 25 febbraio 1995  | M. Tombelli                          |
| 29347 Natta          | 1995 EU                  | 5 marzo 1995      | V. S. Casulli                        |
| 29348 Criswick       | 1995 FD                  | 28 marzo 1995     | D. D. Balam                          |
| 29349 -              | 1995 FQ4                 | 23 marzo 1995     | Spacewatch                           |
| 29350 -              | 1995 FQ20                | 31 marzo 1995     | Spacewatch                           |
| 29351 -              | 1995 HP2                 | 25 aprile 1995    | Spacewatch                           |
| 29352 -              | 1995 JR                  | 1 maggio 1995     | Spacewatch                           |
| 29353 Manu           | 1995 OG                  | 19 luglio 1995    | A. Boattini, L. Tesi                 |
| 29354 -              | 1995 OR1                 | 19 luglio 1995    | Beijing Schmidt CCD Asteroid Program |
| 29355 Siratakayama   | 1995 QX3                 | 28 agosto 1995    | T. Okuni                             |
| 29356 Giovarduino    | 1995 SY29                | 25 settembre 1995 | Pleiade                              |
| 29357 -              | 1995 YE6                 | 16 dicembre 1995  | Spacewatch                           |
| 29358 -              | 1996 AY7                 | 12 gennaio 1996   | Spacewatch                           |
| 29359 -              | 1996 BK                  | 16 gennaio 1996   | Višnjan Observatory                  |
| 29360 -              | 1996 BR14                | 18 gennaio 1996   | Spacewatch                           |
| 29361 Botticelli     | 1996 CY                  | 9 febbraio 1996   | V. S. Casulli                        |
| 29362 Azumakofuzi    | 1996 CY2                 | 15 febbraio 1996  | T. Okuni                             |
| 29363 Ghigabartolini | 1996 CW8                 | 14 febbraio 1996  | U. Munari, M. Tombelli               |
| 29364 -              | 1996 DG                  | 18 febbraio 1996  | T. Kobayashi                         |
| 29365 -              | 1996 DN2                 | 23 febbraio 1996  | T. Kobayashi                         |
| 29366 -              | 1996 DS6                 | 16 febbraio 1996  | E. W. Elst                           |
| 29367 -              | 1996 EN12                | 13 marzo 1996     | Spacewatch                           |
| 29368 -              | 1996 FF2                 | 20 marzo 1996     | NEAT                                 |
| 29369 -              | 1996 FK2                 | 21 marzo 1996     | NEAT                                 |
| 29370 -              | 1996 FQ4                 | 18 marzo 1996     | NEAT                                 |
| 29371 -              | 1996 FG16                | 22 marzo 1996     | E. W. Elst                           |
| 29372 -              | 1996 GA                  | 5 aprile 1996     | Višnjan Observatory                  |
| 29373 Hamanowa       | 1996 GP2                 | 14 aprile 1996    | T. Okuni                             |
| 29374 Kazumitsu      | 1996 GZ2                 | 13 aprile 1996    | K. Endate, K. Watanabe               |
| 29375 -              | 1996 GN17                | 15 aprile 1996    | E. W. Elst                           |
| 29376 -              | 1996 GU17                | 15 aprile 1996    | E. W. Elst                           |
| 29377 -              | 1996 GV18                | 15 aprile 1996    | E. W. Elst                           |
| 29378 -              | 1996 HP4                 | 18 aprile 1996    | Spacewatch                           |
| 29379 -              | 1996 HX12                | 17 aprile 1996    | E. W. Elst                           |
| 29380 -              | 1996 HO13                | 17 aprile 1996    | E. W. Elst                           |
| 29381 -              | 1996 HR15                | 18 aprile 1996    | E. W. Elst                           |
| 29382 -              | 1996 HM16                | 18 aprile 1996    | E. W. Elst                           |
| 29383 -              | 1996 HA23                | 20 aprile 1996    | E. W. Elst                           |
| 29384 -              | 1996 HO23                | 20 aprile 1996    | E. W. Elst                           |
| 29385 -              | 1996 JT                  | 13 maggio 1996    | NEAT                                 |
| 29386 -              | 1996 JC5                 | 10 maggio 1996    | Spacewatch                           |
| 29387 -              | 1996 JC6                 | 11 maggio 1996    | Spacewatch                           |
| 29388 -              | 1996 JD6                 | 11 maggio 1996    | Spacewatch                           |
| 29389 -              | 1996 LZ                  | 13 giugno 1996    | NEAT                                 |
| 29390 -              | 1996 LO3                 | 11 giugno 1996    | Spacewatch                           |
| 29391 Knight         | 1996 MB                  | 17 giugno 1996    | Needville                            |
| 29392 -              | 1996 MN1                 | 16 giugno 1996    | Spacewatch                           |
| 29393 -              | 1996 NA3                 | 14 luglio 1996    | E. W. Elst                           |
| 29394 Hirokohamanowa | 1996 NR5                 | 12 luglio 1996    | T. Okuni                             |
| 29395 -              | 1996 PO1                 | 5 agosto 1996     | AMOS                                 |
| 29396 -              | 1996 PM3                 | 6 agosto 1996     | Beijing Schmidt CCD Asteroid Program |
| 29397 -              | 1996 RU3                 | 13 settembre 1996 | NEAT                                 |
| 29398 -              | 1996 RM5                 | 15 settembre 1996 | Beijing Schmidt CCD Asteroid Program |
| 29399 -              | 1996 RO5                 | 15 settembre 1996 | Beijing Schmidt CCD Asteroid Program |
| 29400 -              | 1996 RO6                 | 5 settembre 1996  | Spacewatch                           |

## 29401-29500
| Nome                  | Designazione provvisoria | Data di scoperta  | Scopritore                           |
| --------------------- | ------------------------ | ----------------- | ------------------------------------ |
| 29401 Astérix         | 1996 TE                  | 1 ottobre 1996    | M. Tichý, Z. Moravec                 |
| 29402 Obélix          | 1996 TT9                 | 14 ottobre 1996   | M. Tichý, Z. Moravec                 |
| 29403 -               | 1996 TO13                | 5 ottobre 1996    | Beijing Schmidt CCD Asteroid Program |
| 29404 Hikarusato      | 1996 TS14                | 9 ottobre 1996    | T. Okuni                             |
| 29405 -               | 1996 TN18                | 4 ottobre 1996    | Spacewatch                           |
| 29406 -               | 1996 TS32                | 10 ottobre 1996   | Spacewatch                           |
| 29407 -               | 1996 UW                  | 20 ottobre 1996   | T. Kobayashi                         |
| 29408 Katoyuko        | 1996 VJ5                 | 3 novembre 1996   | K. Endate, K. Watanabe               |
| 29409 -               | 1996 VW5                 | 14 novembre 1996  | T. Kobayashi                         |
| 29410 -               | 1996 VD6                 | 15 novembre 1996  | T. Kobayashi                         |
| 29411 -               | 1996 WQ2                 | 20 novembre 1996  | Beijing Schmidt CCD Asteroid Program |
| 29412 -               | 1996 WJ3                 | 27 novembre 1996  | Beijing Schmidt CCD Asteroid Program |
| 29413 -               | 1996 XE1                 | 2 dicembre 1996   | T. Kobayashi                         |
| 29414 -               | 1996 XF1                 | 2 dicembre 1996   | T. Kobayashi                         |
| 29415 -               | 1996 XU5                 | 7 dicembre 1996   | T. Kobayashi                         |
| 29416 -               | 1996 XX5                 | 7 dicembre 1996   | T. Kobayashi                         |
| 29417 -               | 1996 XR26                | 6 dicembre 1996   | Beijing Schmidt CCD Asteroid Program |
| 29418 -               | 1997 AH13                | 11 gennaio 1997   | T. Kobayashi                         |
| 29419 Mládková        | 1997 AD18                | 13 gennaio 1997   | L. Šarounová                         |
| 29420 Ikuo            | 1997 AT18                | 9 gennaio 1997    | N. Sato                              |
| 29421 -               | 1997 AV18                | 9 gennaio 1997    | N. Sato                              |
| 29422 -               | 1997 AH21                | 9 gennaio 1997    | S. Ueda, H. Kaneda                   |
| 29423 -               | 1997 AF22                | 9 gennaio 1997    | S. Ueda, H. Kaneda                   |
| 29424 -               | 1997 BV4                 | 29 gennaio 1997   | A. Testa, P. Chiavenna               |
| 29425 -               | 1997 CZ21                | 13 febbraio 1997  | T. Kobayashi                         |
| 29426 -               | 1997 CH28                | 11 febbraio 1997  | Beijing Schmidt CCD Asteroid Program |
| 29427 Oswaldthomas    | 1997 EJ11                | 7 marzo 1997      | E. Meyer                             |
| 29428 Ettoremajorana  | 1997 FM1                 | 31 marzo 1997     | V. S. Casulli                        |
| 29429 -               | 1997 GO13                | 3 aprile 1997     | LINEAR                               |
| 29430 Mimiyen         | 1997 GG22                | 6 aprile 1997     | LINEAR                               |
| 29431 Shijimi         | 1997 GA26                | 12 aprile 1997    | H. Abe                               |
| 29432 Williamscott    | 1997 GP34                | 3 aprile 1997     | LINEAR                               |
| 29433 -               | 1997 HC3                 | 30 aprile 1997    | Spacewatch                           |
| 29434 -               | 1997 HZ13                | 30 aprile 1997    | LINEAR                               |
| 29435 Mordell         | 1997 JB8                 | 8 maggio 1997     | P. G. Comba                          |
| 29436 -               | 1997 JT14                | 3 maggio 1997     | E. W. Elst                           |
| 29437 Marchais        | 1997 LG1                 | 7 giugno 1997     | A. Klotz                             |
| 29438 Zhengjia        | 1997 MV                  | 26 giugno 1997    | Beijing Schmidt CCD Asteroid Program |
| 29439 Maxfabiani      | 1997 MQ1                 | 28 giugno 1997    | Farra d'Isonzo                       |
| 29440 -               | 1997 MK4                 | 28 giugno 1997    | LINEAR                               |
| 29441 -               | 1997 NN1                 | 2 luglio 1997     | Spacewatch                           |
| 29442 -               | 1997 NS4                 | 8 luglio 1997     | ODAS                                 |
| 29443 Remocorti       | 1997 NM10                | 13 luglio 1997    | L. Tesi, G. Cattani                  |
| 29444 -               | 1997 NR10                | 6 luglio 1997     | Y. Ikari                             |
| 29445 -               | 1997 PH                  | 1 agosto 1997     | NEAT                                 |
| 29446 Gouguenheim     | 1997 PX                  | 4 agosto 1997     | ODAS                                 |
| 29447 Jerzyneyman     | 1997 PY2                 | 12 agosto 1997    | P. G. Comba                          |
| 29448 Pappos          | 1997 QJ                  | 23 agosto 1997    | P. G. Comba                          |
| 29449 Taharbenjelloun | 1997 QR2                 | 29 agosto 1997    | V. S. Casulli                        |
| 29450 Tomohiroohno    | 1997 QZ2                 | 28 agosto 1997    | T. Okuni                             |
| 29451 -               | 1997 RM1                 | 2 settembre 1997  | NEAT                                 |
| 29452 -               | 1997 RV2                 | 3 settembre 1997  | À. López, R. Pacheco                 |
| 29453 -               | 1997 RU6                 | 5 settembre 1997  | À. López, R. Pacheco                 |
| 29454 -               | 1997 RZ6                 | 9 settembre 1997  | G. R. Viscome                        |
| 29455 -               | 1997 SX1                 | 23 settembre 1997 | P. Pravec, M. Wolf                   |
| 29456 Evakrchová      | 1997 SN2                 | 24 settembre 1997 | L. Šarounová                         |
| 29457 Marcopolo       | 1997 SO4                 | 25 settembre 1997 | V. Goretti                           |
| 29458 Pearson         | 1997 SJ11                | 30 settembre 1997 | P. G. Comba                          |
| 29459 -               | 1997 SO16                | 29 settembre 1997 | Beijing Schmidt CCD Asteroid Program |
| 29460 -               | 1997 SR31                | 30 settembre 1997 | Spacewatch                           |
| 29461 -               | 1997 SP32                | 30 settembre 1997 | Beijing Schmidt CCD Asteroid Program |
| 29462 -               | 1997 SG34                | 29 settembre 1997 | ODAS                                 |
| 29463 Benjaminpeirce  | 1997 TB                  | 2 ottobre 1997    | P. G. Comba                          |
| 29464 Leonmiš         | 1997 TY9                 | 5 ottobre 1997    | P. Pravec                            |
| 29465 -               | 1997 TX10                | 3 ottobre 1997    | Spacewatch                           |
| 29466 -               | 1997 TN17                | 8 ottobre 1997    | T. Kobayashi                         |
| 29467 Shandongdaxue   | 1997 TS26                | 15 ottobre 1997   | Beijing Schmidt CCD Asteroid Program |
| 29468 -               | 1997 UC                  | 20 ottobre 1997   | T. Urata                             |
| 29469 -               | 1997 UV2                 | 25 ottobre 1997   | T. Urata                             |
| 29470 Higgs           | 1997 UC7                 | 26 ottobre 1997   | V. S. Casulli                        |
| 29471 Spejbl          | 1997 UT7                 | 27 ottobre 1997   | L. Šarounová                         |
| 29472 Hurvínek        | 1997 UV7                 | 27 ottobre 1997   | L. Šarounová                         |
| 29473 Krejčí          | 1997 UE8                 | 21 ottobre 1997   | P. Pravec, L. Šarounová              |
| 29474 Toyoshima       | 1997 UT8                 | 25 ottobre 1997   | K. Endate, K. Watanabe               |
| 29475 -               | 1997 UF11                | 29 ottobre 1997   | NEAT                                 |
| 29476 Kvíčala         | 1997 UX14                | 31 ottobre 1997   | P. Pravec                            |
| 29477 Zdíkšíma        | 1997 UE15                | 31 ottobre 1997   | J. Tichá, M. Tichý                   |
| 29478 -               | 1997 UW17                | 28 ottobre 1997   | Spacewatch                           |
| 29479 -               | 1997 VJ1                 | 1 novembre 1997   | T. Urata                             |
| 29480 -               | 1997 VO1                 | 1 novembre 1997   | S. Ueda, H. Kaneda                   |
| 29481 -               | 1997 VJ3                 | 6 novembre 1997   | T. Kobayashi                         |
| 29482 -               | 1997 VM3                 | 6 novembre 1997   | T. Kobayashi                         |
| 29483 Boeker          | 1997 VD5                 | 3 novembre 1997   | B. Koch                              |
| 29484 Honzaveselý     | 1997 VJ6                 | 9 novembre 1997   | L. Šarounová                         |
| 29485 -               | 1997 VE7                 | 2 novembre 1997   | Beijing Schmidt CCD Asteroid Program |
| 29486 -               | 1997 VG7                 | 2 novembre 1997   | Beijing Schmidt CCD Asteroid Program |
| 29487 -               | 1997 VU8                 | 14 novembre 1997  | Beijing Schmidt CCD Asteroid Program |
| 29488 -               | 1997 WM                  | 18 novembre 1997  | T. Kobayashi                         |
| 29489 -               | 1997 WQ                  | 18 novembre 1997  | T. Kobayashi                         |
| 29490 Myslbek         | 1997 WX                  | 19 novembre 1997  | P. Pravec                            |
| 29491 Pfaff           | 1997 WB1                 | 23 novembre 1997  | P. G. Comba                          |
| 29492 -               | 1997 WP2                 | 23 novembre 1997  | T. Kobayashi                         |
| 29493 -               | 1997 WR5                 | 23 novembre 1997  | Spacewatch                           |
| 29494 -               | 1997 WL7                 | 19 novembre 1997  | Y. Shimizu, T. Urata                 |
| 29495 -               | 1997 WU7                 | 27 novembre 1997  | F. B. Zoltowski                      |
| 29496 -               | 1997 WE8                 | 19 novembre 1997  | Y. Shimizu, T. Urata                 |
| 29497 -               | 1997 WD15                | 23 novembre 1997  | Spacewatch                           |
| 29498 -               | 1997 WK21                | 30 novembre 1997  | T. Kobayashi                         |
| 29499 -               | 1997 WT21                | 30 novembre 1997  | T. Kobayashi                         |
| 29500 -               | 1997 WP32                | 29 novembre 1997  | LINEAR                               |

## 29501-29600
| Nome                 | Designazione provvisoria | Data di scoperta | Scopritore                           |
| -------------------- | ------------------------ | ---------------- | ------------------------------------ |
| 29501 -              | 1997 WQ32                | 29 novembre 1997 | LINEAR                               |
| 29502 -              | 1997 WL35                | 29 novembre 1997 | LINEAR                               |
| 29503 -              | 1997 WQ38                | 29 novembre 1997 | LINEAR                               |
| 29504 -              | 1997 WS44                | 29 novembre 1997 | LINEAR                               |
| 29505 -              | 1997 WV44                | 29 novembre 1997 | LINEAR                               |
| 29506 -              | 1997 XM                  | 3 dicembre 1997  | T. Kobayashi                         |
| 29507 -              | 1997 XV                  | 3 dicembre 1997  | T. Kobayashi                         |
| 29508 Bottinelli     | 1997 XR8                 | 7 dicembre 1997  | ODAS                                 |
| 29509 -              | 1997 YK1                 | 17 dicembre 1997 | Beijing Schmidt CCD Asteroid Program |
| 29510 -              | 1997 YF2                 | 21 dicembre 1997 | T. Kobayashi                         |
| 29511 -              | 1997 YP3                 | 21 dicembre 1997 | Beijing Schmidt CCD Asteroid Program |
| 29512 -              | 1997 YL5                 | 25 dicembre 1997 | T. Kobayashi                         |
| 29513 -              | 1997 YT5                 | 25 dicembre 1997 | T. Kobayashi                         |
| 29514 Karatsu        | 1997 YV6                 | 25 dicembre 1997 | N. Sato                              |
| 29515 -              | 1997 YL7                 | 27 dicembre 1997 | T. Kobayashi                         |
| 29516 -              | 1997 YO7                 | 27 dicembre 1997 | T. Kobayashi                         |
| 29517 -              | 1997 YQ10                | 30 dicembre 1997 | T. Kobayashi                         |
| 29518 -              | 1997 YW11                | 31 dicembre 1997 | T. Houlden, E. Ross                  |
| 29519 -              | 1997 YH13                | 29 dicembre 1997 | Spacewatch                           |
| 29520 -              | 1997 YH14                | 31 dicembre 1997 | T. Kobayashi                         |
| 29521 -              | 1997 YK14                | 31 dicembre 1997 | T. Kobayashi                         |
| 29522 -              | 1997 YL15                | 29 dicembre 1997 | Spacewatch                           |
| 29523 -              | 1997 YO21                | 29 dicembre 1997 | Spacewatch                           |
| 29524 -              | 1998 AE                  | 3 gennaio 1998   | J. M. Roe                            |
| 29525 -              | 1998 AF                  | 2 gennaio 1998   | Y. Ikari                             |
| 29526 -              | 1998 AV                  | 5 gennaio 1998   | T. Kobayashi                         |
| 29527 -              | 1998 AY6                 | 5 gennaio 1998   | Beijing Schmidt CCD Asteroid Program |
| 29528 Kaplinski      | 1998 AN8                 | 10 gennaio 1998  | L. Šarounová                         |
| 29529 -              | 1998 BM                  | 18 gennaio 1998  | T. Kobayashi                         |
| 29530 -              | 1998 BT                  | 19 gennaio 1998  | T. Kobayashi                         |
| 29531 -              | 1998 BA1                 | 19 gennaio 1998  | T. Kobayashi                         |
| 29532 -              | 1998 BJ1                 | 19 gennaio 1998  | T. Kobayashi                         |
| 29533 -              | 1998 BW1                 | 19 gennaio 1998  | M. Bœuf                              |
| 29534 -              | 1998 BP7                 | 24 gennaio 1998  | NEAT                                 |
| 29535 -              | 1998 BF8                 | 25 gennaio 1998  | T. Kobayashi                         |
| 29536 -              | 1998 BC12                | 23 gennaio 1998  | LINEAR                               |
| 29537 -              | 1998 BW15                | 24 gennaio 1998  | NEAT                                 |
| 29538 -              | 1998 BN16                | 25 gennaio 1998  | NEAT                                 |
| 29539 -              | 1998 BT23                | 26 gennaio 1998  | Spacewatch                           |
| 29540 -              | 1998 BV24                | 28 gennaio 1998  | T. Kobayashi                         |
| 29541 -              | 1998 BZ24                | 28 gennaio 1998  | T. Kobayashi                         |
| 29542 -              | 1998 BZ25                | 29 gennaio 1998  | T. Kobayashi                         |
| 29543 -              | 1998 BV29                | 29 gennaio 1998  | Spacewatch                           |
| 29544 -              | 1998 BE30                | 30 gennaio 1998  | T. Kobayashi                         |
| 29545 -              | 1998 BM31                | 26 gennaio 1998  | Spacewatch                           |
| 29546 -              | 1998 BV33                | 31 gennaio 1998  | T. Kobayashi                         |
| 29547 Yurimazzanti   | 1998 BA34                | 25 gennaio 1998  | U. Munari, M. Tombelli               |
| 29548 -              | 1998 BC42                | 19 gennaio 1998  | Beijing Schmidt CCD Asteroid Program |
| 29549 Sandrasbaragli | 1998 BB44                | 25 gennaio 1998  | M. Tombelli, A. Boattini             |
| 29550 Yaribartolini  | 1998 BE44                | 25 gennaio 1998  | M. Tombelli, G. Forti                |
| 29551 -              | 1998 CH1                 | 5 febbraio 1998  | Beijing Schmidt CCD Asteroid Program |
| 29552 Chern          | 1998 CS2                 | 15 febbraio 1998 | Beijing Schmidt CCD Asteroid Program |
| 29553 -              | 1998 CZ3                 | 6 febbraio 1998  | E. W. Elst                           |
| 29554 -              | 1998 CL4                 | 6 febbraio 1998  | E. W. Elst                           |
| 29555 MACEK          | 1998 DP                  | 18 febbraio 1998 | M. Tichý, Z. Moravec                 |
| 29556 -              | 1998 DR2                 | 21 febbraio 1998 | T. Kobayashi                         |
| 29557 -              | 1998 DV3                 | 22 febbraio 1998 | NEAT                                 |
| 29558 -              | 1998 DN4                 | 22 febbraio 1998 | NEAT                                 |
| 29559 -              | 1998 DS4                 | 22 febbraio 1998 | NEAT                                 |
| 29560 -              | 1998 DE9                 | 22 febbraio 1998 | NEAT                                 |
| 29561 Iatteri        | 1998 DU10                | 21 febbraio 1998 | Stroncone                            |
| 29562 Danmacdonald   | 1998 DM14                | 22 febbraio 1998 | NEAT                                 |
| 29563 -              | 1998 DY26                | 24 febbraio 1998 | Spacewatch                           |
| 29564 -              | 1998 ED6                 | 2 marzo 1998     | Y. Shimizu, T. Urata                 |
| 29565 Glenngould     | 1998 FD                  | 17 marzo 1998    | M. Bœuf                              |
| 29566 -              | 1998 FK5                 | 24 marzo 1998    | LINEAR                               |
| 29567 -              | 1998 FT13                | 26 marzo 1998    | NEAT                                 |
| 29568 Gobbi-Belcredi | 1998 FG16                | 25 marzo 1998    | Osservatorio San Vittore             |
| 29569 -              | 1998 FA23                | 20 marzo 1998    | LINEAR                               |
| 29570 -              | 1998 FY27                | 20 marzo 1998    | LINEAR                               |
| 29571 -              | 1998 FC29                | 20 marzo 1998    | LINEAR                               |
| 29572 -              | 1998 FH30                | 20 marzo 1998    | LINEAR                               |
| 29573 -              | 1998 FU38                | 20 marzo 1998    | LINEAR                               |
| 29574 -              | 1998 FM45                | 20 marzo 1998    | LINEAR                               |
| 29575 Gundlapalli    | 1998 FM51                | 20 marzo 1998    | LINEAR                               |
| 29576 -              | 1998 FF52                | 20 marzo 1998    | LINEAR                               |
| 29577 -              | 1998 FA53                | 20 marzo 1998    | LINEAR                               |
| 29578 -              | 1998 FU53                | 20 marzo 1998    | LINEAR                               |
| 29579 -              | 1998 FV54                | 20 marzo 1998    | LINEAR                               |
| 29580 -              | 1998 FK55                | 20 marzo 1998    | LINEAR                               |
| 29581 -              | 1998 FR55                | 20 marzo 1998    | LINEAR                               |
| 29582 -              | 1998 FR58                | 20 marzo 1998    | LINEAR                               |
| 29583 -              | 1998 FA60                | 20 marzo 1998    | LINEAR                               |
| 29584 -              | 1998 FQ60                | 20 marzo 1998    | LINEAR                               |
| 29585 Johnhale       | 1998 FD64                | 20 marzo 1998    | LINEAR                               |
| 29586 -              | 1998 FT66                | 20 marzo 1998    | LINEAR                               |
| 29587 -              | 1998 FR69                | 20 marzo 1998    | LINEAR                               |
| 29588 -              | 1998 FM71                | 20 marzo 1998    | LINEAR                               |
| 29589 -              | 1998 FV98                | 31 marzo 1998    | LINEAR                               |
| 29590 -              | 1998 FR115               | 31 marzo 1998    | LINEAR                               |
| 29591 -              | 1998 FK121               | 20 marzo 1998    | LINEAR                               |
| 29592 -              | 1998 FP123               | 20 marzo 1998    | LINEAR                               |
| 29593 -              | 1998 FA129               | 22 marzo 1998    | LINEAR                               |
| 29594 -              | 1998 GK8                 | 2 aprile 1998    | LINEAR                               |
| 29595 -              | 1998 HL14                | 26 aprile 1998   | NEAT                                 |
| 29596 -              | 1998 HO32                | 20 aprile 1998   | LINEAR                               |
| 29597 -              | 1998 HT37                | 20 aprile 1998   | LINEAR                               |
| 29598 -              | 1998 HB62                | 21 aprile 1998   | LINEAR                               |
| 29599 -              | 1998 HZ119               | 23 aprile 1998   | LINEAR                               |
| 29600 -              | 1998 HP134               | 19 aprile 1998   | LINEAR                               |

## 29601-29700
| Nome                | Designazione provvisoria | Data di scoperta  | Scopritore                           |
| ------------------- | ------------------------ | ----------------- | ------------------------------------ |
| 29601 -             | 1998 KK31                | 22 maggio 1998    | LINEAR                               |
| 29602 -             | 1998 LA2                 | 1 giugno 1998     | E. W. Elst                           |
| 29603 -             | 1998 MO44                | 19 giugno 1998    | LINEAR                               |
| 29604 -             | 1998 QX5                 | 24 agosto 1998    | ODAS                                 |
| 29605 Joshuacolwell | 1998 QF54                | 27 agosto 1998    | LONEOS                               |
| 29606 -             | 1998 QN94                | 17 agosto 1998    | LINEAR                               |
| 29607 Jakehecla     | 1998 QZ97                | 28 agosto 1998    | LINEAR                               |
| 29608 -             | 1998 RP50                | 14 settembre 1998 | LINEAR                               |
| 29609 Claudiahuang  | 1998 RY54                | 14 settembre 1998 | LINEAR                               |
| 29610 Iyengar       | 1998 RO60                | 14 settembre 1998 | LINEAR                               |
| 29611 -             | 1998 RO77                | 14 settembre 1998 | LINEAR                               |
| 29612 Cindyjiang    | 1998 RR77                | 14 settembre 1998 | LINEAR                               |
| 29613 Charlespicard | 1998 SB2                 | 16 settembre 1998 | P. G. Comba                          |
| 29614 Sheller       | 1998 SR35                | 22 settembre 1998 | ODAS                                 |
| 29615 -             | 1998 SL47                | 26 settembre 1998 | Spacewatch                           |
| 29616 -             | 1998 SG64                | 20 settembre 1998 | E. W. Elst                           |
| 29617 -             | 1998 SK108               | 26 settembre 1998 | LINEAR                               |
| 29618 Jinandrew     | 1998 SL124               | 26 settembre 1998 | LINEAR                               |
| 29619 Kapurubandage | 1998 SO134               | 26 settembre 1998 | LINEAR                               |
| 29620 Gurbanikaur   | 1998 SM140               | 26 settembre 1998 | LINEAR                               |
| 29621 -             | 1998 SY141               | 26 settembre 1998 | LINEAR                               |
| 29622 -             | 1998 SM145               | 20 settembre 1998 | E. W. Elst                           |
| 29623 -             | 1998 SR164               | 30 settembre 1998 | Beijing Schmidt CCD Asteroid Program |
| 29624 Sugiyama      | 1998 TA                  | 2 ottobre 1998    | M. Akiyama                           |
| 29625 -             | 1998 TF7                 | 14 ottobre 1998   | ODAS                                 |
| 29626 -             | 1998 TV12                | 13 ottobre 1998   | Spacewatch                           |
| 29627 -             | 1998 TX12                | 13 ottobre 1998   | Spacewatch                           |
| 29628 Fedorets      | 1998 TX30                | 10 ottobre 1998   | LONEOS                               |
| 29629 -             | 1998 UP16                | 26 ottobre 1998   | K. Korlević                          |
| 29630 -             | 1998 UN32                | 29 ottobre 1998   | Beijing Schmidt CCD Asteroid Program |
| 29631 Ryankenny     | 1998 UV35                | 28 ottobre 1998   | LINEAR                               |
| 29632 Yaejikim      | 1998 UR44                | 19 ottobre 1998   | LONEOS                               |
| 29633 Weatherwax    | 1998 VH2                 | 10 novembre 1998  | ODAS                                 |
| 29634 Sabrinaaksil  | 1998 VB3                 | 10 novembre 1998  | ODAS                                 |
| 29635 -             | 1998 VP5                 | 9 novembre 1998   | T. Kagawa                            |
| 29636 -             | 1998 VH6                 | 11 novembre 1998  | Y. Shimizu, T. Urata                 |
| 29637 -             | 1998 VN11                | 10 novembre 1998  | LINEAR                               |
| 29638 Eeshakhare    | 1998 VX19                | 10 novembre 1998  | LINEAR                               |
| 29639 -             | 1998 VO22                | 10 novembre 1998  | LINEAR                               |
| 29640 -             | 1998 VQ22                | 10 novembre 1998  | LINEAR                               |
| 29641 Kaikloepfer   | 1998 VA26                | 10 novembre 1998  | LINEAR                               |
| 29642 Archiekong    | 1998 VY27                | 10 novembre 1998  | LINEAR                               |
| 29643 Plücker       | 1998 VR31                | 15 novembre 1998  | P. G. Comba                          |
| 29644 -             | 1998 VA33                | 11 novembre 1998  | N. Sato                              |
| 29645 Kutsenok      | 1998 VX37                | 10 novembre 1998  | LINEAR                               |
| 29646 Polya         | 1998 WJ                  | 16 novembre 1998  | P. G. Comba                          |
| 29647 Poncelet      | 1998 WY                  | 17 novembre 1998  | P. G. Comba                          |
| 29648 -             | 1998 WM3                 | 19 novembre 1998  | T. Kobayashi                         |
| 29649 -             | 1998 WP6                 | 23 novembre 1998  | T. Kobayashi                         |
| 29650 Toldy         | 1998 WR6                 | 23 novembre 1998  | A. Galád, P. Kolény                  |
| 29651 -             | 1998 WA9                 | 22 novembre 1998  | J. V. McClusky                       |
| 29652 -             | 1998 WD9                 | 26 novembre 1998  | K. Korlević                          |
| 29653 -             | 1998 WG9                 | 27 novembre 1998  | K. Korlević                          |
| 29654 Michaellaue   | 1998 WW9                 | 18 novembre 1998  | LINEAR                               |
| 29655 Yarimlee      | 1998 WH10                | 21 novembre 1998  | LINEAR                               |
| 29656 Leejoseph     | 1998 WA12                | 21 novembre 1998  | LINEAR                               |
| 29657 Andreali      | 1998 WD12                | 21 novembre 1998  | LINEAR                               |
| 29658 Henrylin      | 1998 WR17                | 21 novembre 1998  | LINEAR                               |
| 29659 Zeyuliu       | 1998 WY17                | 21 novembre 1998  | LINEAR                               |
| 29660 Jessmacalpine | 1998 WE20                | 18 novembre 1998  | LINEAR                               |
| 29661 -             | 1998 WT20                | 18 novembre 1998  | LINEAR                               |
| 29662 -             | 1998 WD23                | 18 novembre 1998  | LINEAR                               |
| 29663 Evanmackay    | 1998 WH23                | 18 novembre 1998  | LINEAR                               |
| 29664 -             | 1998 WY23                | 25 novembre 1998  | LINEAR                               |
| 29665 -             | 1998 WD24                | 25 novembre 1998  | LINEAR                               |
| 29666 -             | 1998 WC31                | 28 novembre 1998  | K. Korlević                          |
| 29667 -             | 1998 XF                  | 1 dicembre 1998   | Beijing Schmidt CCD Asteroid Program |
| 29668 Ipf           | 1998 XO                  | 9 dicembre 1998   | Kleť                                 |
| 29669 -             | 1998 XZ3                 | 11 dicembre 1998  | T. Kobayashi                         |
| 29670 -             | 1998 XS4                 | 12 dicembre 1998  | T. Kobayashi                         |
| 29671 -             | 1998 XX8                 | 9 dicembre 1998   | K. Korlević                          |
| 29672 Salvo         | 1998 XG9                 | 12 dicembre 1998  | A. Boattini, L. Tesi                 |
| 29673 -             | 1998 XK11                | 13 dicembre 1998  | T. Kobayashi                         |
| 29674 Raušal        | 1998 XO12                | 15 dicembre 1998  | P. Pravec                            |
| 29675 Ippolitonievo | 1998 XV15                | 15 dicembre 1998  | Farra d'Isonzo                       |
| 29676 -             | 1998 XW15                | 14 dicembre 1998  | LINEAR                               |
| 29677 -             | 1998 XL17                | 15 dicembre 1998  | P. Antonini                          |
| 29678 -             | 1998 XZ18                | 10 dicembre 1998  | Spacewatch                           |
| 29679 -             | 1998 XF23                | 11 dicembre 1998  | Spacewatch                           |
| 29680 -             | 1998 XM27                | 14 dicembre 1998  | LINEAR                               |
| 29681 Saramanshad   | 1998 XT47                | 14 dicembre 1998  | LINEAR                               |
| 29682 -             | 1998 XR48                | 14 dicembre 1998  | LINEAR                               |
| 29683 -             | 1998 XO50                | 14 dicembre 1998  | LINEAR                               |
| 29684 -             | 1998 XF51                | 14 dicembre 1998  | LINEAR                               |
| 29685 Soibamansoor  | 1998 XG53                | 14 dicembre 1998  | LINEAR                               |
| 29686 Raymondmaung  | 1998 XO53                | 14 dicembre 1998  | LINEAR                               |
| 29687 Mohdreza      | 1998 XL78                | 15 dicembre 1998  | LINEAR                               |
| 29688 -             | 1998 XM92                | 15 dicembre 1998  | LINEAR                               |
| 29689 -             | 1998 XY93                | 15 dicembre 1998  | LINEAR                               |
| 29690 Nistala       | 1998 XM94                | 15 dicembre 1998  | LINEAR                               |
| 29691 -             | 1998 XH96                | 11 dicembre 1998  | O. A. Naranjo                        |
| 29692 -             | 1998 XE97                | 11 dicembre 1998  | O. A. Naranjo                        |
| 29693 -             | 1998 YC                  | 16 dicembre 1998  | K. Korlević                          |
| 29694 -             | 1998 YG                  | 16 dicembre 1998  | K. Korlević                          |
| 29695 -             | 1998 YH                  | 16 dicembre 1998  | K. Korlević                          |
| 29696 Distasio      | 1998 YN                  | 16 dicembre 1998  | ODAS                                 |
| 29697 -             | 1998 YR1                 | 16 dicembre 1998  | K. Korlević                          |
| 29698 -             | 1998 YE3                 | 17 dicembre 1998  | T. Kobayashi                         |
| 29699 -             | 1998 YF4                 | 19 dicembre 1998  | T. Kobayashi                         |
| 29700 Salmon        | 1998 YU5                 | 19 dicembre 1998  | P. G. Comba                          |

## 29701-29800
| Nome                | Designazione provvisoria | Data di scoperta | Scopritore                           |
| ------------------- | ------------------------ | ---------------- | ------------------------------------ |
| 29701 Peggyhaas     | 1998 YT6                 | 20 dicembre 1998 | CSS                                  |
| 29702 -             | 1998 YY6                 | 23 dicembre 1998 | Farra d'Isonzo                       |
| 29703 -             | 1998 YL7                 | 22 dicembre 1998 | T. Kobayashi                         |
| 29704 -             | 1998 YB9                 | 23 dicembre 1998 | Beijing Schmidt CCD Asteroid Program |
| 29705 Cialucy       | 1998 YP10                | 26 dicembre 1998 | A. Boattini, L. Tesi                 |
| 29706 Simonetta     | 1998 YS11                | 25 dicembre 1998 | A. Boattini, L. Tesi                 |
| 29707 -             | 1998 YU14                | 22 dicembre 1998 | Spacewatch                           |
| 29708 -             | 1998 YQ15                | 22 dicembre 1998 | Spacewatch                           |
| 29709 -             | 1999 AF2                 | 9 gennaio 1999   | T. Kobayashi                         |
| 29710 -             | 1999 AK2                 | 9 gennaio 1999   | T. Kobayashi                         |
| 29711 -             | 1999 AU5                 | 12 gennaio 1999  | T. Kobayashi                         |
| 29712 -             | 1999 AX6                 | 9 gennaio 1999   | K. Korlević                          |
| 29713 -             | 1999 AK7                 | 10 gennaio 1999  | K. Korlević                          |
| 29714 -             | 1999 AL7                 | 10 gennaio 1999  | K. Korlević                          |
| 29715 -             | 1999 AW7                 | 13 gennaio 1999  | T. Kobayashi                         |
| 29716 -             | 1999 AY7                 | 13 gennaio 1999  | T. Kobayashi                         |
| 29717 -             | 1999 AC8                 | 13 gennaio 1999  | T. Kobayashi                         |
| 29718 -             | 1999 AH18                | 11 gennaio 1999  | Spacewatch                           |
| 29719 -             | 1999 AF19                | 13 gennaio 1999  | Spacewatch                           |
| 29720 -             | 1999 AC20                | 13 gennaio 1999  | Spacewatch                           |
| 29721 -             | 1999 AC21                | 13 gennaio 1999  | T. Kagawa                            |
| 29722 Chrisgraham   | 1999 AQ23                | 14 gennaio 1999  | LONEOS                               |
| 29723 -             | 1999 AD24                | 14 gennaio 1999  | Višnjan Observatory                  |
| 29724 -             | 1999 AP24                | 15 gennaio 1999  | ODAS                                 |
| 29725 Mikewest      | 1999 AC25                | 15 gennaio 1999  | ODAS                                 |
| 29726 -             | 1999 AH26                | 9 gennaio 1999   | N. Kawasato                          |
| 29727 -             | 1999 AC34                | 15 gennaio 1999  | Spacewatch                           |
| 29728 Averbeck      | 1999 AM34                | 14 gennaio 1999  | LONEOS                               |
| 29729 -             | 1999 BY1                 | 18 gennaio 1999  | LINEAR                               |
| 29730 -             | 1999 BE2                 | 18 gennaio 1999  | CSS                                  |
| 29731 -             | 1999 BY2                 | 19 gennaio 1999  | T. Kobayashi                         |
| 29732 -             | 1999 BZ2                 | 19 gennaio 1999  | T. Kobayashi                         |
| 29733 -             | 1999 BA4                 | 18 gennaio 1999  | T. Kagawa                            |
| 29734 -             | 1999 BP5                 | 21 gennaio 1999  | K. Korlević                          |
| 29735 -             | 1999 BR6                 | 21 gennaio 1999  | ODAS                                 |
| 29736 Fichtelberg   | 1999 BE7                 | 21 gennaio 1999  | J. Kandler                           |
| 29737 Norihiro      | 1999 BG7                 | 21 gennaio 1999  | A. Nakamura                          |
| 29738 Ivobudil      | 1999 BT8                 | 23 gennaio 1999  | J. Tichá, M. Tichý                   |
| 29739 -             | 1999 BM9                 | 16 gennaio 1999  | F. B. Zoltowski                      |
| 29740 -             | 1999 BS9                 | 19 gennaio 1999  | Črni Vrh                             |
| 29741 -             | 1999 BM10                | 24 gennaio 1999  | K. Korlević                          |
| 29742 -             | 1999 BQ12                | 24 gennaio 1999  | Črni Vrh                             |
| 29743 -             | 1999 BM15                | 26 gennaio 1999  | K. Korlević                          |
| 29744 -             | 1999 BG20                | 16 gennaio 1999  | LINEAR                               |
| 29745 Mareknovak    | 1999 BM20                | 16 gennaio 1999  | LINEAR                               |
| 29746 -             | 1999 BB25                | 18 gennaio 1999  | LINEAR                               |
| 29747 Acorlando     | 1999 BJ25                | 18 gennaio 1999  | LINEAR                               |
| 29748 -             | 1999 BZ31                | 19 gennaio 1999  | Spacewatch                           |
| 29749 -             | 1999 CN                  | 5 febbraio 1999  | T. Kobayashi                         |
| 29750 Chleborad     | 1999 CA3                 | 8 febbraio 1999  | C. W. Juels                          |
| 29751 -             | 1999 CE4                 | 9 febbraio 1999  | F. B. Zoltowski                      |
| 29752 -             | 1999 CG4                 | 10 febbraio 1999 | F. B. Zoltowski                      |
| 29753 Silvo         | 1999 CY4                 | 10 febbraio 1999 | S. Sposetti                          |
| 29754 -             | 1999 CE5                 | 12 febbraio 1999 | T. Urata                             |
| 29755 -             | 1999 CT5                 | 12 febbraio 1999 | T. Kobayashi                         |
| 29756 -             | 1999 CW5                 | 12 febbraio 1999 | T. Kobayashi                         |
| 29757 -             | 1999 CH8                 | 13 febbraio 1999 | T. Kobayashi                         |
| 29758 -             | 1999 CN8                 | 13 febbraio 1999 | T. Kobayashi                         |
| 29759 -             | 1999 CR8                 | 12 febbraio 1999 | K. Korlević                          |
| 29760 Milevsko      | 1999 CM10                | 15 febbraio 1999 | Kleť                                 |
| 29761 Lorenzo       | 1999 CJ16                | 13 febbraio 1999 | M. Tombelli, S. Bartolini            |
| 29762 Panasiewicz   | 1999 CK17                | 10 febbraio 1999 | LINEAR                               |
| 29763 -             | 1999 CH20                | 10 febbraio 1999 | LINEAR                               |
| 29764 Panneerselvam | 1999 CC23                | 10 febbraio 1999 | LINEAR                               |
| 29765 Miparedes     | 1999 CG23                | 10 febbraio 1999 | LINEAR                               |
| 29766 -             | 1999 CL24                | 10 febbraio 1999 | LINEAR                               |
| 29767 -             | 1999 CO24                | 10 febbraio 1999 | LINEAR                               |
| 29768 -             | 1999 CZ27                | 10 febbraio 1999 | LINEAR                               |
| 29769 -             | 1999 CE28                | 10 febbraio 1999 | LINEAR                               |
| 29770 Timmpiper     | 1999 CT28                | 10 febbraio 1999 | LINEAR                               |
| 29771 -             | 1999 CA31                | 10 febbraio 1999 | LINEAR                               |
| 29772 Portocarrero  | 1999 CH31                | 10 febbraio 1999 | LINEAR                               |
| 29773 Samuelpritt   | 1999 CH34                | 10 febbraio 1999 | LINEAR                               |
| 29774 -             | 1999 CL44                | 10 febbraio 1999 | LINEAR                               |
| 29775 -             | 1999 CO45                | 10 febbraio 1999 | LINEAR                               |
| 29776 Radzhabov     | 1999 CV45                | 10 febbraio 1999 | LINEAR                               |
| 29777 -             | 1999 CK46                | 10 febbraio 1999 | LINEAR                               |
| 29778 -             | 1999 CO48                | 10 febbraio 1999 | LINEAR                               |
| 29779 -             | 1999 CK49                | 10 febbraio 1999 | LINEAR                               |
| 29780 -             | 1999 CJ50                | 10 febbraio 1999 | LINEAR                               |
| 29781 -             | 1999 CL50                | 10 febbraio 1999 | LINEAR                               |
| 29782 -             | 1999 CN50                | 10 febbraio 1999 | LINEAR                               |
| 29783 Sanjanarane   | 1999 CU50                | 10 febbraio 1999 | LINEAR                               |
| 29784 -             | 1999 CD51                | 10 febbraio 1999 | LINEAR                               |
| 29785 -             | 1999 CD55                | 10 febbraio 1999 | LINEAR                               |
| 29786 -             | 1999 CO57                | 10 febbraio 1999 | LINEAR                               |
| 29787 Timrenier     | 1999 CR57                | 10 febbraio 1999 | LINEAR                               |
| 29788 Rachelrossi   | 1999 CG60                | 12 febbraio 1999 | LINEAR                               |
| 29789 -             | 1999 CD64                | 12 febbraio 1999 | LINEAR                               |
| 29790 -             | 1999 CW64                | 12 febbraio 1999 | LINEAR                               |
| 29791 -             | 1999 CC65                | 12 febbraio 1999 | LINEAR                               |
| 29792 -             | 1999 CG65                | 12 febbraio 1999 | LINEAR                               |
| 29793 -             | 1999 CH65                | 12 febbraio 1999 | LINEAR                               |
| 29794 -             | 1999 CC67                | 12 febbraio 1999 | LINEAR                               |
| 29795 -             | 1999 CL71                | 12 febbraio 1999 | LINEAR                               |
| 29796 -             | 1999 CW77                | 12 febbraio 1999 | LINEAR                               |
| 29797 -             | 1999 CC78                | 12 febbraio 1999 | LINEAR                               |
| 29798 -             | 1999 CP79                | 12 febbraio 1999 | LINEAR                               |
| 29799 Trinirussell  | 1999 CZ81                | 12 febbraio 1999 | LINEAR                               |
| 29800 Valeriesarge  | 1999 CM84                | 10 febbraio 1999 | LINEAR                               |

## 29801-29900
| Nome                | Designazione provvisoria | Data di scoperta | Scopritore               |
| ------------------- | ------------------------ | ---------------- | ------------------------ |
| 29801 -             | 1999 CX84                | 10 febbraio 1999 | LINEAR                   |
| 29802 Rikhavshah    | 1999 CD86                | 10 febbraio 1999 | LINEAR                   |
| 29803 Michaelshao   | 1999 CQ87                | 10 febbraio 1999 | LINEAR                   |
| 29804 Idansharon    | 1999 CH90                | 10 febbraio 1999 | LINEAR                   |
| 29805 Bradleysloop  | 1999 CK91                | 10 febbraio 1999 | LINEAR                   |
| 29806 Eviesobczak   | 1999 CQ98                | 10 febbraio 1999 | LINEAR                   |
| 29807 -             | 1999 CR99                | 10 febbraio 1999 | LINEAR                   |
| 29808 Youssoliman   | 1999 CK100               | 10 febbraio 1999 | LINEAR                   |
| 29809 -             | 1999 CQ103               | 12 febbraio 1999 | LINEAR                   |
| 29810 -             | 1999 CF106               | 12 febbraio 1999 | LINEAR                   |
| 29811 -             | 1999 CK109               | 12 febbraio 1999 | LINEAR                   |
| 29812 Aaronsolomon  | 1999 CS110               | 12 febbraio 1999 | LINEAR                   |
| 29813 -             | 1999 CF111               | 12 febbraio 1999 | LINEAR                   |
| 29814 -             | 1999 CU111               | 12 febbraio 1999 | LINEAR                   |
| 29815 -             | 1999 CG112               | 12 febbraio 1999 | LINEAR                   |
| 29816 -             | 1999 CS113               | 12 febbraio 1999 | LINEAR                   |
| 29817 -             | 1999 CG117               | 12 febbraio 1999 | LINEAR                   |
| 29818 Aryosorayya   | 1999 CM117               | 12 febbraio 1999 | LINEAR                   |
| 29819 -             | 1999 CD128               | 11 febbraio 1999 | LINEAR                   |
| 29820 -             | 1999 CW149               | 13 febbraio 1999 | Spacewatch               |
| 29821 -             | 1999 DP1                 | 17 febbraio 1999 | Y. Shimizu, T. Urata     |
| 29822 -             | 1999 DS2                 | 19 febbraio 1999 | T. Stafford              |
| 29823 -             | 1999 DS3                 | 20 febbraio 1999 | Y. Shimizu, T. Urata     |
| 29824 Kalmančok     | 1999 DU3                 | 23 febbraio 1999 | L. Kornoš, J. Tóth       |
| 29825 Dunyazade     | 1999 DB4                 | 20 febbraio 1999 | R. A. Tucker             |
| 29826 -             | 1999 DW6                 | 23 febbraio 1999 | LINEAR                   |
| 29827 Chrisbennett  | 1999 DQ7                 | 18 febbraio 1999 | LONEOS                   |
| 29828 -             | 1999 DU8                 | 16 febbraio 1999 | Spacewatch               |
| 29829 Engels        | 1999 EK3                 | 14 marzo 1999    | M. M. M. Santangelo      |
| 29830 -             | 1999 ER4                 | 14 marzo 1999    | K. Korlević              |
| 29831 -             | 1999 EV4                 | 13 marzo 1999    | F. B. Zoltowski          |
| 29832 Steinwehr     | 1999 EA12                | 15 marzo 1999    | LINEAR                   |
| 29833 -             | 1999 FJ                  | 16 marzo 1999    | K. Korlević, M. Jurić    |
| 29834 Mariacallas   | 1999 FE1                 | 17 marzo 1999    | ODAS                     |
| 29835 -             | 1999 FW1                 | 16 marzo 1999    | Spacewatch               |
| 29836 -             | 1999 FB4                 | 16 marzo 1999    | Spacewatch               |
| 29837 Savage        | 1999 FP5                 | 21 marzo 1999    | P. G. Comba              |
| 29838 -             | 1999 FA7                 | 20 marzo 1999    | ODAS                     |
| 29839 Russhoward    | 1999 FA9                 | 19 marzo 1999    | LONEOS                   |
| 29840 -             | 1999 FV12                | 18 marzo 1999    | Spacewatch               |
| 29841 -             | 1999 FO14                | 19 marzo 1999    | Spacewatch               |
| 29842 Marilynsoper  | 1999 FE18                | 20 marzo 1999    | LONEOS                   |
| 29843 Brucesoper    | 1999 FJ19                | 22 marzo 1999    | LONEOS                   |
| 29844 Millette      | 1999 FM19                | 22 marzo 1999    | LONEOS                   |
| 29845 Wykrota       | 1999 FE21                | 22 marzo 1999    | C. Jacques               |
| 29846 -             | 1999 FT23                | 19 marzo 1999    | LINEAR                   |
| 29847 -             | 1999 FC24                | 19 marzo 1999    | LINEAR                   |
| 29848 -             | 1999 FL24                | 19 marzo 1999    | LINEAR                   |
| 29849 -             | 1999 FJ25                | 19 marzo 1999    | LINEAR                   |
| 29850 Tanakagyou    | 1999 FQ25                | 19 marzo 1999    | LINEAR                   |
| 29851 -             | 1999 FW25                | 19 marzo 1999    | LINEAR                   |
| 29852 Niralithakor  | 1999 FD26                | 19 marzo 1999    | LINEAR                   |
| 29853 -             | 1999 FZ26                | 19 marzo 1999    | LINEAR                   |
| 29854 -             | 1999 FK27                | 19 marzo 1999    | LINEAR                   |
| 29855 -             | 1999 FN27                | 19 marzo 1999    | LINEAR                   |
| 29856 -             | 1999 FA28                | 19 marzo 1999    | LINEAR                   |
| 29857 -             | 1999 FS28                | 19 marzo 1999    | LINEAR                   |
| 29858 Tlomak        | 1999 FC31                | 19 marzo 1999    | LINEAR                   |
| 29859 -             | 1999 FW31                | 19 marzo 1999    | LINEAR                   |
| 29860 -             | 1999 FO34                | 19 marzo 1999    | LINEAR                   |
| 29861 -             | 1999 FV36                | 20 marzo 1999    | LINEAR                   |
| 29862 Savannahjoy   | 1999 FF37                | 20 marzo 1999    | LINEAR                   |
| 29863 -             | 1999 FC43                | 20 marzo 1999    | LINEAR                   |
| 29864 -             | 1999 FM44                | 20 marzo 1999    | LINEAR                   |
| 29865 -             | 1999 FL45                | 20 marzo 1999    | LINEAR                   |
| 29866 -             | 1999 FR46                | 20 marzo 1999    | LINEAR                   |
| 29867 -             | 1999 FA55                | 20 marzo 1999    | LINEAR                   |
| 29868 -             | 1999 FB56                | 20 marzo 1999    | LINEAR                   |
| 29869 Chiarabarbara | 1999 GC1                 | 4 aprile 1999    | A. Boattini, G. D'Abramo |
| 29870 -             | 1999 GV4                 | 11 aprile 1999   | C. W. Juels              |
| 29871 -             | 1999 GE5                 | 7 aprile 1999    | Y. Shimizu, T. Urata     |
| 29872 -             | 1999 GO6                 | 15 aprile 1999   | J. Broughton             |
| 29873 Bertachini    | 1999 GG9                 | 10 aprile 1999   | LONEOS                   |
| 29874 Rogerculver   | 1999 GV9                 | 14 aprile 1999   | R. A. Tucker             |
| 29875 -             | 1999 GY14                | 14 aprile 1999   | Spacewatch               |
| 29876 -             | 1999 GR16                | 15 aprile 1999   | LINEAR                   |
| 29877 -             | 1999 GL17                | 15 aprile 1999   | LINEAR                   |
| 29878 -             | 1999 GY19                | 15 aprile 1999   | LINEAR                   |
| 29879 -             | 1999 GO21                | 15 aprile 1999   | LINEAR                   |
| 29880 Andytran      | 1999 GQ28                | 7 aprile 1999    | LINEAR                   |
| 29881 Tschopp       | 1999 GO29                | 7 aprile 1999    | LINEAR                   |
| 29882 -             | 1999 GU30                | 7 aprile 1999    | LINEAR                   |
| 29883 -             | 1999 GB31                | 7 aprile 1999    | LINEAR                   |
| 29884 -             | 1999 GF31                | 7 aprile 1999    | LINEAR                   |
| 29885 -             | 1999 GN31                | 7 aprile 1999    | LINEAR                   |
| 29886 Randytung     | 1999 GQ31                | 7 aprile 1999    | LINEAR                   |
| 29887 -             | 1999 GN34                | 6 aprile 1999    | LINEAR                   |
| 29888 -             | 1999 GJ36                | 7 aprile 1999    | LINEAR                   |
| 29889 -             | 1999 GN36                | 12 aprile 1999   | LINEAR                   |
| 29890 -             | 1999 GH37                | 12 aprile 1999   | LINEAR                   |
| 29891 -             | 1999 GQ37                | 12 aprile 1999   | LINEAR                   |
| 29892 -             | 1999 GS37                | 12 aprile 1999   | LINEAR                   |
| 29893 -             | 1999 GW37                | 12 aprile 1999   | LINEAR                   |
| 29894 -             | 1999 GD39                | 12 aprile 1999   | LINEAR                   |
| 29895 Sarafaggi     | 1999 GP53                | 11 aprile 1999   | LONEOS                   |
| 29896 -             | 1999 GN58                | 7 aprile 1999    | LINEAR                   |
| 29897 Kossen        | 1999 GM61                | 7 aprile 1999    | LONEOS                   |
| 29898 Richardnugent | 1999 HG1                 | 19 aprile 1999   | J. Broughton             |
| 29899 -             | 1999 HU1                 | 20 aprile 1999   | W. Bickel                |
| 29900 -             | 1999 HP5                 | 17 aprile 1999   | Spacewatch               |

## 29901-30000
| Nome                  | Designazione provvisoria | Data di scoperta  | Scopritore  |
| --------------------- | ------------------------ | ----------------- | ----------- |
| 29901 -               | 1999 HS7                 | 19 aprile 1999    | Spacewatch  |
| 29902 -               | 1999 HM8                 | 16 aprile 1999    | LINEAR      |
| (29903) 1999 HP9      | 1999 HP9                 | 17 aprile 1999    | LINEAR      |
| 29904 -               | 1999 HL10                | 17 aprile 1999    | LINEAR      |
| 29905 Kunitaka        | 1999 HQ11                | 21 aprile 1999    | T. Okuni    |
| 29906 -               | 1999 HF12                | 16 aprile 1999    | LINEAR      |
| 29907 -               | 1999 JD                  | 1 maggio 1999     | M. Ziboli   |
| 29908 -               | 1999 JP3                 | 6 maggio 1999     | LINEAR      |
| 29909 -               | 1999 JE8                 | 12 maggio 1999    | LINEAR      |
| 29910 Segre           | 1999 JV8                 | 14 maggio 1999    | P. G. Comba |
| 29911 -               | 1999 JQ9                 | 8 maggio 1999     | CSS         |
| 29912 -               | 1999 JQ10                | 8 maggio 1999     | CSS         |
| 29913 -               | 1999 JO12                | 8 maggio 1999     | CSS         |
| 29914 -               | 1999 JH15                | 15 maggio 1999    | CSS         |
| 29915 -               | 1999 JG18                | 10 maggio 1999    | LINEAR      |
| 29916 -               | 1999 JP18                | 10 maggio 1999    | LINEAR      |
| 29917 -               | 1999 JP19                | 10 maggio 1999    | LINEAR      |
| 29918 -               | 1999 JV20                | 10 maggio 1999    | LINEAR      |
| 29919 -               | 1999 JD23                | 10 maggio 1999    | LINEAR      |
| 29920 -               | 1999 JB26                | 10 maggio 1999    | LINEAR      |
| 29921 -               | 1999 JE26                | 10 maggio 1999    | LINEAR      |
| 29922 -               | 1999 JZ27                | 10 maggio 1999    | LINEAR      |
| 29923 -               | 1999 JE28                | 10 maggio 1999    | LINEAR      |
| 29924 -               | 1999 JN28                | 10 maggio 1999    | LINEAR      |
| 29925 -               | 1999 JV28                | 10 maggio 1999    | LINEAR      |
| 29926 -               | 1999 JW32                | 10 maggio 1999    | LINEAR      |
| 29927 -               | 1999 JE35                | 10 maggio 1999    | LINEAR      |
| 29928 -               | 1999 JX35                | 10 maggio 1999    | LINEAR      |
| 29929 -               | 1999 JR39                | 10 maggio 1999    | LINEAR      |
| 29930 -               | 1999 JT41                | 10 maggio 1999    | LINEAR      |
| 29931 -               | 1999 JL44                | 10 maggio 1999    | LINEAR      |
| 29932 -               | 1999 JB46                | 10 maggio 1999    | LINEAR      |
| 29933 -               | 1999 JG46                | 10 maggio 1999    | LINEAR      |
| 29934 -               | 1999 JL46                | 10 maggio 1999    | LINEAR      |
| 29935 -               | 1999 JH48                | 10 maggio 1999    | LINEAR      |
| 29936 -               | 1999 JD49                | 10 maggio 1999    | LINEAR      |
| 29937 -               | 1999 JB50                | 10 maggio 1999    | LINEAR      |
| 29938 -               | 1999 JR52                | 10 maggio 1999    | LINEAR      |
| 29939 -               | 1999 JS52                | 10 maggio 1999    | LINEAR      |
| 29940 -               | 1999 JK73                | 12 maggio 1999    | LINEAR      |
| 29941 -               | 1999 JB76                | 10 maggio 1999    | LINEAR      |
| 29942 -               | 1999 JJ77                | 12 maggio 1999    | LINEAR      |
| 29943 -               | 1999 JZ78                | 13 maggio 1999    | LINEAR      |
| 29944 -               | 1999 JF80                | 12 maggio 1999    | LINEAR      |
| 29945 -               | 1999 JU83                | 12 maggio 1999    | LINEAR      |
| 29946 -               | 1999 JZ83                | 12 maggio 1999    | LINEAR      |
| 29947 -               | 1999 JD84                | 12 maggio 1999    | LINEAR      |
| 29948 -               | 1999 JS84                | 12 maggio 1999    | LINEAR      |
| 29949 -               | 1999 JM85                | 15 maggio 1999    | LINEAR      |
| 29950 Uppili          | 1999 JA86                | 12 maggio 1999    | LINEAR      |
| 29951 -               | 1999 JH86                | 12 maggio 1999    | LINEAR      |
| 29952 Varghese        | 1999 JL86                | 12 maggio 1999    | LINEAR      |
| 29953 -               | 1999 JW86                | 12 maggio 1999    | LINEAR      |
| 29954 -               | 1999 JK89                | 12 maggio 1999    | LINEAR      |
| 29955 -               | 1999 JE90                | 12 maggio 1999    | LINEAR      |
| 29956 -               | 1999 JF91                | 12 maggio 1999    | LINEAR      |
| 29957 -               | 1999 JR91                | 12 maggio 1999    | LINEAR      |
| 29958 -               | 1999 JY91                | 12 maggio 1999    | LINEAR      |
| 29959 Senevelling     | 1999 JJ92                | 12 maggio 1999    | LINEAR      |
| 29960 -               | 1999 JU92                | 12 maggio 1999    | LINEAR      |
| 29961 -               | 1999 JB99                | 12 maggio 1999    | LINEAR      |
| 29962 -               | 1999 JA100               | 12 maggio 1999    | LINEAR      |
| 29963 -               | 1999 JH100               | 12 maggio 1999    | LINEAR      |
| 29964 -               | 1999 JO100               | 12 maggio 1999    | LINEAR      |
| 29965 -               | 1999 JX102               | 13 maggio 1999    | LINEAR      |
| 29966 -               | 1999 JW103               | 13 maggio 1999    | LINEAR      |
| 29967 -               | 1999 JN104               | 15 maggio 1999    | LINEAR      |
| 29968 -               | 1999 JE106               | 13 maggio 1999    | LINEAR      |
| 29969 Amyvitha        | 1999 JX109               | 13 maggio 1999    | LINEAR      |
| 29970 -               | 1999 KQ                  | 16 maggio 1999    | CSS         |
| 29971 -               | 1999 KT                  | 16 maggio 1999    | CSS         |
| 29972 Chriswan        | 1999 KO11                | 18 maggio 1999    | LINEAR      |
| 29973 -               | 1999 LP7                 | 12 giugno 1999    | Spacewatch  |
| 29974 -               | 1999 LV8                 | 8 giugno 1999     | LINEAR      |
| 29975 Racheledelstein | 1999 LQ32                | 8 giugno 1999     | LONEOS      |
| 29976 -               | 1999 NE9                 | 13 luglio 1999    | LINEAR      |
| 29977 -               | 1999 NH11                | 13 luglio 1999    | LINEAR      |
| 29978 Arthurwang      | 1999 NN13                | 14 luglio 1999    | LINEAR      |
| 29979 Wastyk          | 1999 RN83                | 7 settembre 1999  | LINEAR      |
| 29980 Dougsimons      | 1999 SV6                 | 30 settembre 1999 | C. W. Juels |
| (29981) 1999 TD10     | 1999 TD10                | 3 ottobre 1999    | Spacewatch  |
| 29982 Sarahwu         | 1999 TT31                | 4 ottobre 1999    | LINEAR      |
| 29983 Amyxu           | 1999 VS61                | 4 novembre 1999   | LINEAR      |
| 29984 Zefferer        | 1999 VC79                | 4 novembre 1999   | LINEAR      |
| 29985 -               | 1999 VX153               | 10 novembre 1999  | CSS         |
| 29986 Shunsuke        | 1999 XW37                | 3 dicembre 1999   | A. Nakamura |
| 29987 Lazhang         | 1999 XO49                | 7 dicembre 1999   | LINEAR      |
| 29988 Davidezilli     | 1999 XR99                | 7 dicembre 1999   | LINEAR      |
| 29989 -               | 1999 XS204               | 12 dicembre 1999  | LINEAR      |
| 29990 -               | 1999 XR208               | 13 dicembre 1999  | LINEAR      |
| 29991 Dazimmerman     | 2000 AC38                | 3 gennaio 2000    | LINEAR      |
| 29992 Yasminezubi     | 2000 AY39                | 3 gennaio 2000    | LINEAR      |
| 29993 -               | 2000 AD55                | 4 gennaio 2000    | LINEAR      |
| 29994 Zuoyu           | 2000 AC61                | 4 gennaio 2000    | LINEAR      |
| 29995 Arshavsky       | 2000 AO97                | 4 gennaio 2000    | LINEAR      |
| 29996 -               | 2000 AQ97                | 4 gennaio 2000    | LINEAR      |
| 29997 -               | 2000 AE127               | 5 gennaio 2000    | LINEAR      |
| 29998 -               | 2000 AG137               | 4 gennaio 2000    | LINEAR      |
| 29999 -               | 2000 AT137               | 4 gennaio 2000    | LINEAR      |
| 30000 Camenzind       | 2000 AB138               | 4 gennaio 2000    | LINEAR      |